# Bahnstrecke Stolberg–Herzogenrath
| Euregiobahn an der Bahnstation in Alsdorf-Annapark |                                                                           |                                                                |                                                                |
| |                                                                           |                                                                |                                                                |
| Streckennummer (DB): | 2570 (+EVS)                                                               |                                                                |                                                                |
| Kursbuchstrecke (DB): | 482                                                                       |                                                                |                                                                |
| Kursbuchstrecke: | 245e (Stolb Hbf – Herzogenrath 1946) 245b (Stolb Hbf – Quinx (Abzw) 1946) |                                                                |                                                                |
| Streckenlänge: | 19,7 km                                                                   |                                                                |                                                                |
| Spurweite: | 1435 mm (Normalspur)                                                      |                                                                |                                                                |
| Streckenklasse: | D4                                                                        |                                                                |                                                                |
| Stromsystem: | geplant: 15 kV 16,7 Hz ~                                                  |                                                                |                                                                |
| Maximale Neigung: | 22,022 ‰                                                                  |                                                                |                                                                |
| Minimaler Radius: | 250 m                                                                     |                                                                |                                                                |
| Streckengeschwindigkeit: | 80 km/h                                                                   |                                                                |                                                                |
| |                                                                           |                                                                |                                                                |
| \| \| \| Talbahn von Eschweiler-Weisweiler Schnellfahrstrecke von Köln \| \| \| \| \| \| \| \| \| \| Stolberg (Rheinl) Gbf \| \| \| \| \| Strecke nach Stolberg-Altstadt \| \| \| \| 0,00 \| Stolberg (Rheinl) Hbf \| Stolberg (Rheinl) Hbf \| \| \| \| Stolberg (Rheinl) Bez V \| \| \| \| \| Schnellfahrstrecke nach Aachen \| \| \| \| \| (ehem. Trasse) \| \| \| \| 2,10 \| Quinx (Abzw) \| Quinx (Abzw) \| \| \| \| ehem. Strecke nach Kohlscheid (alte Trasse) \| \| \| \| \| \| \| \| \| 3,50 \| Würselen Quinx (Abzw) \| Würselen Quinx (Abzw) \| \| \| \| ehem. Strecke nach Kohlscheid (neue Trasse) \| \| \| \| 4,504,60 \| Kilometersprung \| Kilometersprung \| \| \| \| (ehem. Trasse) \| \| \| \| \| \| \| \| \| 5,60 \| Forschungsflugplatz Würselen-Merzbrück seit Okt. 2024 \| Forschungsflugplatz Würselen-Merzbrück seit Okt. 2024 \| \| \| \| \| \| \| \| 5,60 \| L 223 \| L 223 \| \| \| 5,70 \| Pütz (Anst) \| Pütz (Anst) \| \| \| 6,80 \| Eschweiler-St. Jöris (1949–1981 St. Jöris) \| Eschweiler-St. Jöris (1949–1981 St. Jöris) \| \| \| \| \| \| \| \| 8,90 \| Hoengen-Begau \| Hoengen-Begau \| \| \| 9,00 \| L 136 \| L 136 \| \| \| 9,50 \| Alsdorf Poststraße \| Alsdorf Poststraße \| \| \| 10,30 \| Mariadorf \| Mariadorf \| \| \| 10,40 \| Alsdorf-Mariadorf \| Alsdorf-Mariadorf \| \| \| 10,90 \| Mariagrube ehem. Strecke Aachen Nord–Jülich \| Mariagrube ehem. Strecke Aachen Nord–Jülich \| \| \| \| ehem. Strecke von Siersdorf \| \| \| \| 11,40 \| Kellersberg (Abzw) \| Kellersberg (Abzw) \| \| \| 11,95 \| Alsdorf-Kellersberg \| Alsdorf-Kellersberg \| \| \| \| \| \| \| \| \| \| \| \| \| 12,90 \| Alsdorf-Annapark ehem. Anschluss zur Geilenkirchener Kreisbahn \| Alsdorf-Annapark ehem. Anschluss zur Geilenkirchener Kreisbahn \| \| \| \| \| \| \| \| 13,00 \| Alsdorf (alt) \| Alsdorf (alt) \| \| \| 14,00 \| Wilhelmschacht \| Wilhelmschacht \| \| \| 14,20 \| Alsdorf-Busch \| Alsdorf-Busch \| \| \| 15,00 \| Nordstern \| Nordstern \| \| \| \| Anschlussbahn Grube Carl Alexander \| \| \| \| 16,10 \| L 232 \| L 232 \| \| \| 16,20 \| Merkstein ehem. Merkstein Gbf \| Merkstein ehem. Merkstein Gbf \| \| \| 16,25 \| Herzogenrath-August-Schmidt-Platz \| Herzogenrath-August-Schmidt-Platz \| \| \| \| Anschlussbahn Grube Adolf \| \| \| \| 17,10 \| Merkstein West \| Merkstein West \| \| \| 17,60 \| L 47 \| L 47 \| \| \| 17,65 \| Herzogenrath Alt-Merkstein \| Herzogenrath Alt-Merkstein \| \| \| \| Strecke von Mönchengladbach \| \| \| \| \| Strecke von Heerlen \| \| \| \| 19,60 \| Herzogenrath \| Herzogenrath \| \| \| \| Strecke nach Aachen \| \| \| \| \| \| \| \| Quellen: [2][3][4] \| \| \| \| |                                                                           |                                                                |                                                                |
| Strecke |                                                                           | Talbahn von Eschweiler-Weisweiler Schnellfahrstrecke von Köln  | Talbahn von Eschweiler-Weisweiler Schnellfahrstrecke von Köln  |
| |                                                                           |                                                                |                                                                |
| Dienststation / Betriebs- oder Güterbahnhof · Dienststation / Betriebs- oder Güterbahnhof |                                                                           | Stolberg (Rheinl) Gbf                                          | Stolberg (Rheinl) Gbf                                          |
| Strecke · Abzweig ehemals geradeaus und nach links |                                                                           | Strecke nach Stolberg-Altstadt                                 | Strecke nach Stolberg-Altstadt                                 |
| Bahnhof · Strecke (außer Betrieb) | 0,00                                                                      | Stolberg (Rheinl) Hbf                                          | Stolberg (Rheinl) Hbf                                          |
| |                                                                           | Stolberg (Rheinl) Bez V                                        |                                                                |
| Strecke nach links · Kreuzung geradeaus unten |                                                                           | Schnellfahrstrecke nach Aachen                                 | Schnellfahrstrecke nach Aachen                                 |
| |                                                                           | (ehem. Trasse)                                                 |                                                                |
| Strecke · Blockstelle (Strecke außer Betrieb) | 2,10                                                                      | Quinx (Abzw)                                                   | Quinx (Abzw)                                                   |
| Strecke · Abzweig geradeaus und nach links (Strecke außer Betrieb) |                                                                           | ehem. Strecke nach Kohlscheid (alte Trasse)                    | ehem. Strecke nach Kohlscheid (alte Trasse)                    |
| Strecke mit Straßenbrücke · Strecke mit Straßenbrücke (Strecke außer Betrieb) |                                                                           | A4                                                             | A4                                                             |
| ehemalige Blockstelle · Strecke (außer Betrieb) | 3,50                                                                      | Würselen Quinx (Abzw)                                          | Würselen Quinx (Abzw)                                          |
| Abzweig geradeaus und ehemals nach links · Strecke (außer Betrieb) |                                                                           | ehem. Strecke nach Kohlscheid (neue Trasse)                    | ehem. Strecke nach Kohlscheid (neue Trasse)                    |
| Kilometer-Wechsel · Strecke (außer Betrieb) | 4,504,60                                                                  | Kilometersprung                                                | Kilometersprung                                                |
| Verschwenkung nach links · Verschwenkung nach rechts (Strecke außer Betrieb) |                                                                           | (ehem. Trasse)                                                 | (ehem. Trasse)                                                 |
| |                                                                           |                                                                |                                                                |
| Haltepunkt / Haltestelle | 5,60                                                                      | Forschungsflugplatz Würselen-Merzbrück seit Okt. 2024          | Forschungsflugplatz Würselen-Merzbrück seit Okt. 2024          |
| |                                                                           |                                                                |                                                                |
| Bahnübergang | 5,60                                                                      | L 223                                                          | L 223                                                          |
| ehemalige Blockstelle | 5,70                                                                      | Pütz (Anst)                                                    | Pütz (Anst)                                                    |
| Bahnhof | 6,80                                                                      | Eschweiler-St. Jöris (1949–1981 St. Jöris)                     | Eschweiler-St. Jöris (1949–1981 St. Jöris)                     |
| Brücke |                                                                           | A44                                                            | A44                                                            |
| ehemaliger Haltepunkt / Haltestelle | 8,90                                                                      | Hoengen-Begau                                                  | Hoengen-Begau                                                  |
| Bahnübergang | 9,00                                                                      | L 136                                                          | L 136                                                          |
| Haltepunkt / Haltestelle | 9,50                                                                      | Alsdorf Poststraße                                             | Alsdorf Poststraße                                             |
| ehemaliger Bahnhof | 10,30                                                                     | Mariadorf                                                      | Mariadorf                                                      |
| Haltepunkt / Haltestelle | 10,40                                                                     | Alsdorf-Mariadorf                                              | Alsdorf-Mariadorf                                              |
| ehemaliger Turmbahnhof geradeaus oben (Querstrecke außer Betrieb) | 10,90                                                                     | Mariagrube ehem. Strecke Aachen Nord–Jülich                    | Mariagrube ehem. Strecke Aachen Nord–Jülich                    |
| Abzweig geradeaus und ehemals von rechts |                                                                           | ehem. Strecke von Siersdorf                                    | ehem. Strecke von Siersdorf                                    |
| ehemalige Blockstelle | 11,40                                                                     | Kellersberg (Abzw)                                             | Kellersberg (Abzw)                                             |
| Haltepunkt / Haltestelle | 11,95                                                                     | Alsdorf-Kellersberg                                            | Alsdorf-Kellersberg                                            |
| Brücke |                                                                           | B57                                                            | B57                                                            |
| |                                                                           |                                                                |                                                                |
| Bahnhof | 12,90                                                                     | Alsdorf-Annapark ehem. Anschluss zur Geilenkirchener Kreisbahn | Alsdorf-Annapark ehem. Anschluss zur Geilenkirchener Kreisbahn |
| |                                                                           |                                                                |                                                                |
| ehemaliger Bahnhof | 13,00                                                                     | Alsdorf (alt)                                                  | Alsdorf (alt)                                                  |
| ehemaliger Haltepunkt / Haltestelle | 14,00                                                                     | Wilhelmschacht                                                 | Wilhelmschacht                                                 |
| Haltepunkt / Haltestelle | 14,20                                                                     | Alsdorf-Busch                                                  | Alsdorf-Busch                                                  |
| ehemaliger Bahnhof | 15,00                                                                     | Nordstern                                                      | Nordstern                                                      |
| Abzweig geradeaus und ehemals nach rechts |                                                                           | Anschlussbahn Grube Carl Alexander                             | Anschlussbahn Grube Carl Alexander                             |
| Bahnübergang | 16,10                                                                     | L 232                                                          | L 232                                                          |
| Dienststation / Betriebs- oder Güterbahnhof | 16,20                                                                     | Merkstein ehem. Merkstein Gbf                                  | Merkstein ehem. Merkstein Gbf                                  |
| Haltepunkt / Haltestelle | 16,25                                                                     | Herzogenrath-August-Schmidt-Platz                              | Herzogenrath-August-Schmidt-Platz                              |
| Abzweig geradeaus und ehemals nach rechts |                                                                           | Anschlussbahn Grube Adolf                                      | Anschlussbahn Grube Adolf                                      |
| ehemaliger Haltepunkt / Haltestelle | 17,10                                                                     | Merkstein West                                                 | Merkstein West                                                 |
| Bahnübergang | 17,60                                                                     | L 47                                                           | L 47                                                           |
| Haltepunkt / Haltestelle | 17,65                                                                     | Herzogenrath Alt-Merkstein                                     | Herzogenrath Alt-Merkstein                                     |
| Abzweig geradeaus und von rechts |                                                                           | Strecke von Mönchengladbach                                    | Strecke von Mönchengladbach                                    |
| Abzweig geradeaus und von rechts |                                                                           | Strecke von Heerlen                                            | Strecke von Heerlen                                            |
| Bahnhof | 19,60                                                                     | Herzogenrath                                                   | Herzogenrath                                                   |
| |                                                                           | Strecke nach Aachen                                            |                                                                |
| |                                                                           |                                                                |                                                                |
| Quellen: |                                                                           |                                                                |                                                                |

Die eingleisige, nicht elektrifizierte Nebenbahn Stolberg–Herzogenrath verbindet den Stolberger Hauptbahnhof an der Schnellfahrstrecke Köln–Aachen über Alsdorf mit Herzogenrath an der Bahnstrecke Aachen–Mönchengladbach. Die Strecke umfährt damit das Oberzentrum Aachen in einem weiten Bogen und bildet zusammen mit den beiden anderen genannten Strecken einen Ring um die Stadt; auch Ringbahn genannt. Wichtigster Unterwegsbahnhof war lange Zeit der Grubenbahnhof Alsdorf. Die Strecke wurde 2000 von der EVS Euregio Verkehrsschienennetz übernommen und bis Juni 2016 vollständig reaktiviert.

## Geschichte

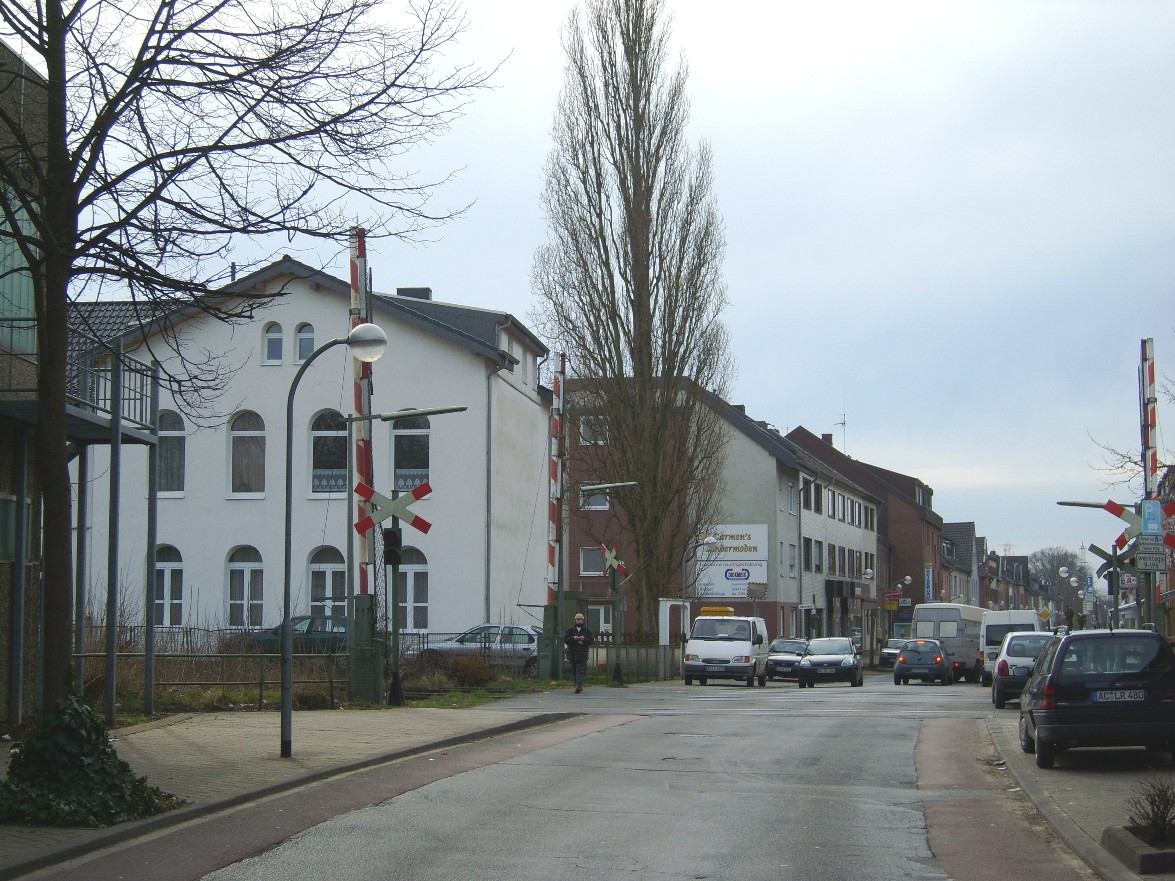
Ehemaliger Bahnhof Mariadorf mit Bahnübergang Blumenrather Straße

Für den Steinkohlebergbau brachte die Erschließung des Aachener Steinkohlereviers durch die Eisenbahn Transportkosteneinsparungen von bis zu zwei Dritteln mit sich. Um die Kohle von der Grube Maria zur Bahnstrecke Köln–Aachen und die Kohle von der Grube Anna zur Bahnstrecke Aachen–Mönchengladbach zu transportieren, wurden zunächst Pferdebahnen eingesetzt. Da die Kapazität dieser Pferdebahnen nicht ausreichte, wurde in zwei Abschnitten die insgesamt 20 Kilometer lange Bahnstrecke durch die Rheinische Eisenbahn-Gesellschaft gebaut. Der erste Abschnitt nach Stolberg wurde 1870, der zweite Abschnitt nach Herzogenrath 1891 in Betrieb genommen. Die Strecke diente in erster Linie dem Anschluss der drei an der Strecke liegenden Steinkohlebergwerke an das Schienennetz. Der Personenverkehr war zweitrangig.
Nach der Schließung der meisten Bergwerke in den 1980er Jahren wurde der Verkehr auf wenige Züge am Tag eingeschränkt. Dafür verkehrten zunehmend Bahnbusse parallel zu den Zügen, so dass die Fahrgastzahlen weiter zurückgingen. Am 28. Dezember 1984 wurde der Personenverkehr eingestellt.
Nachdem 1992 zunächst die Kokerei in Alsdorf und bald darauf die Grube Emil Mayrisch in Siersdorf als letzte Gruben des Aachener Reviers geschlossen wurden, nahm auch der Güterverkehr stark ab. Die Stilllegung des Kraftwerks in Siersdorf 1996 führte zu einer Einstellung des Gesamtbetriebs am 1. August 1996. Der Abschnitt Herzogenrath–Kellersberg wurde 1998 stillgelegt.
Im Jahr 2000 wurde die Strecke durch die EVS Euregio Verkehrsschienennetz (EVS) übernommen.

## Reaktivierung

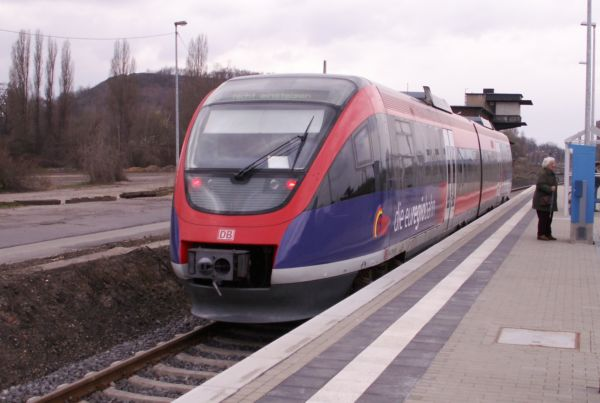
Euregiobahn an der Bahnstation in Alsdorf-Annapark

Die EVS arbeitete seit 2004 an einer Reaktivierung der Strecke für den Güter- und Personenverkehr. In fünf Schritten konnte die Strecke schließlich innerhalb 12 Jahren vollständig reaktiviert werden. Am 11. Dezember 2004 wurde zunächst der Verkehr von Herzogenrath nach Merkstein zum Haltepunkt Herzogenrath-August-Schmidt-Platz durch die Euregiobahn wieder aufgenommen. Am 11. Dezember 2005 wurde die Strecke bis zum neuen Haltepunkt Alsdorf-Annapark wieder hergerichtet. Anfang 2008 wurde aus Richtung Herzogenrath kommend vor dem Haltepunkt Alsdorf-Annapark ein zweites Gleis errichtet. Außerdem wurden die Bahnsteige der bereits bestehenden Haltepunkte verlängert und ggf. auf 76 Zentimeter über Schienenoberkante erhöht. Die Reaktivierung des Teilstücks Alsdorf-Annapark – Alsdorf Poststraße (im Stadtteil Blumenrath, anstelle des alten Haltepunktes Hoengen-Begau, der zu weit von Wohnbebauung entfernt lag) erfolgte am 9. Dezember 2011. Um 18:02 Uhr eröffnete eine Sonderfahrt der Euregiobahn nur für geladene Gäste ab Alsdorf-Annapark die Strecke. Am 11. Dezember 2011 begann der planmäßige Fahrgastbetrieb. Grund für die Verzögerung waren laut EVS die Verhandlungen mit der Deutschen Bahn über den Kauf des Empfangsgebäudes des Stolberger Hauptbahnhofs, in dem die Leitstelle für das elektronische Stellwerk eingerichtet wurde (2011).
Im August 2013 wurde mit den Bauarbeiten für die Wiederherstellung der Strecke zwischen dem Haltepunkt Alsdorf Poststraße und dem neuen, zweigleisigen Bahnhof Eschweiler-St. Jöris begonnen. In Zukunft sollen hier Zugkreuzungen möglich sein. Am 12. Juni 2014 erfolgte die Inbetriebnahme dieses Streckenabschnitts.

Wiederherstellung der Strecke bis St. Jöris
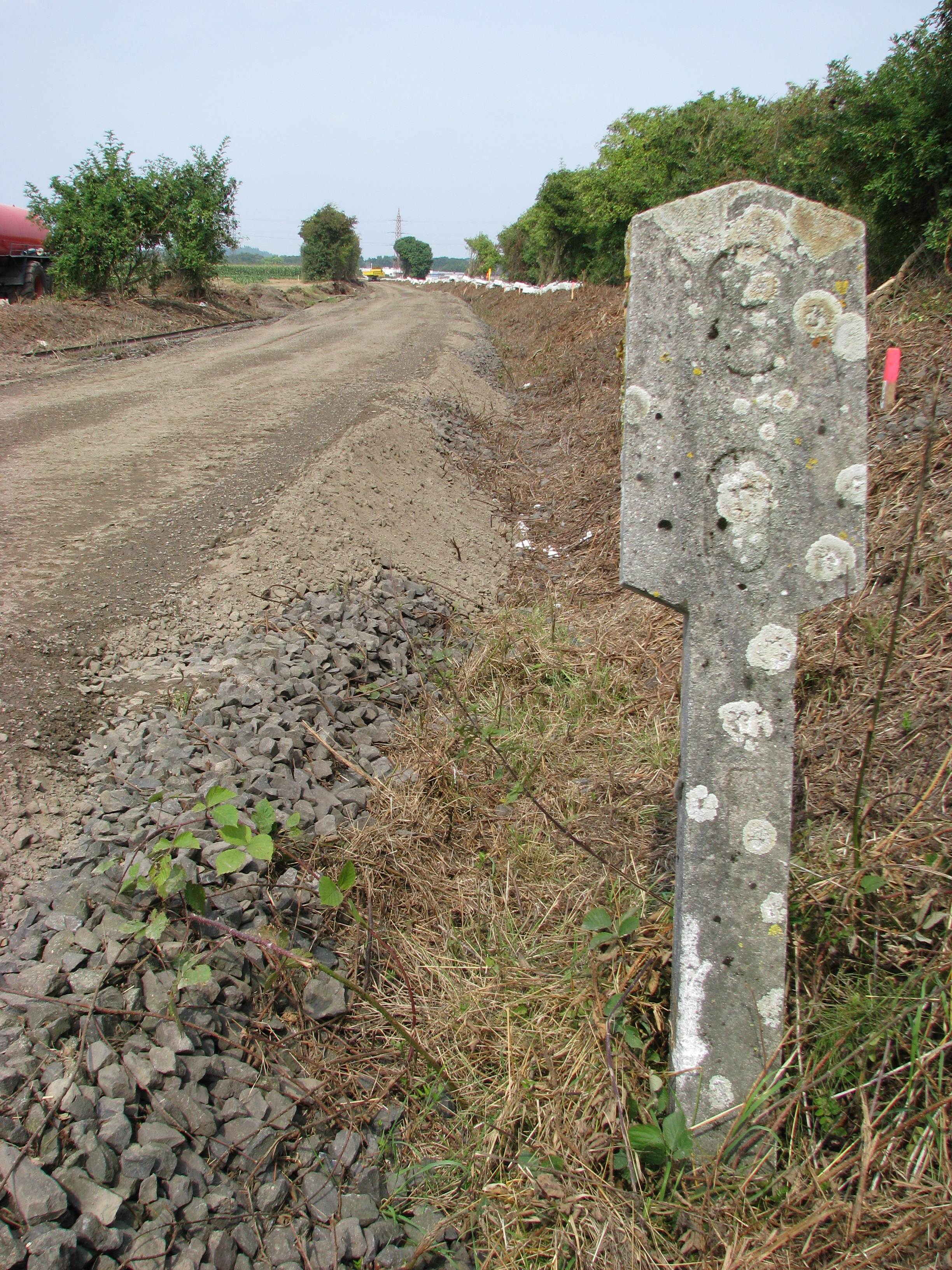
Streckenkilometer 8,0: Schotter und Gleise wurden entfernt
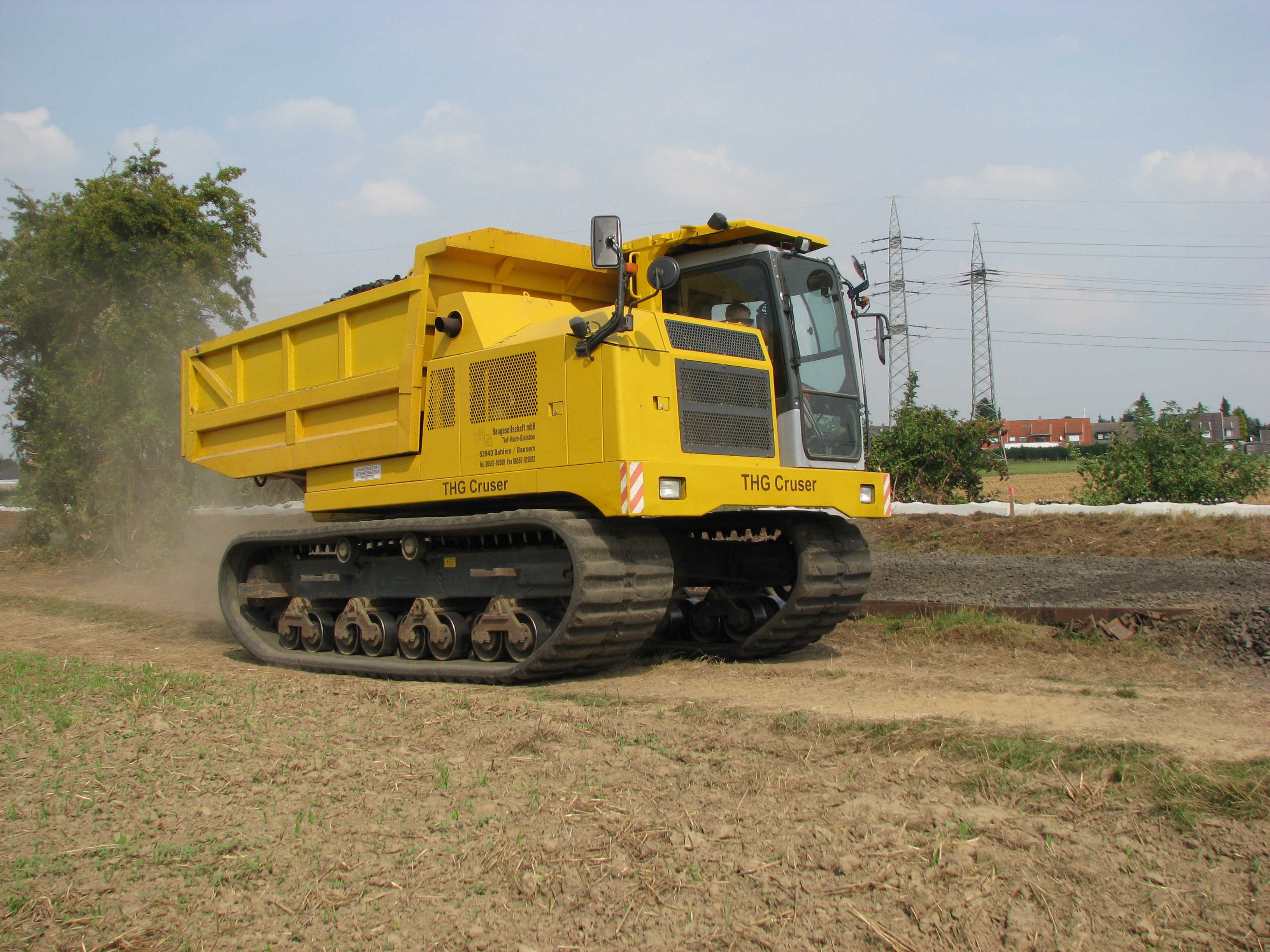
Alter Schotter wird abtransportiert
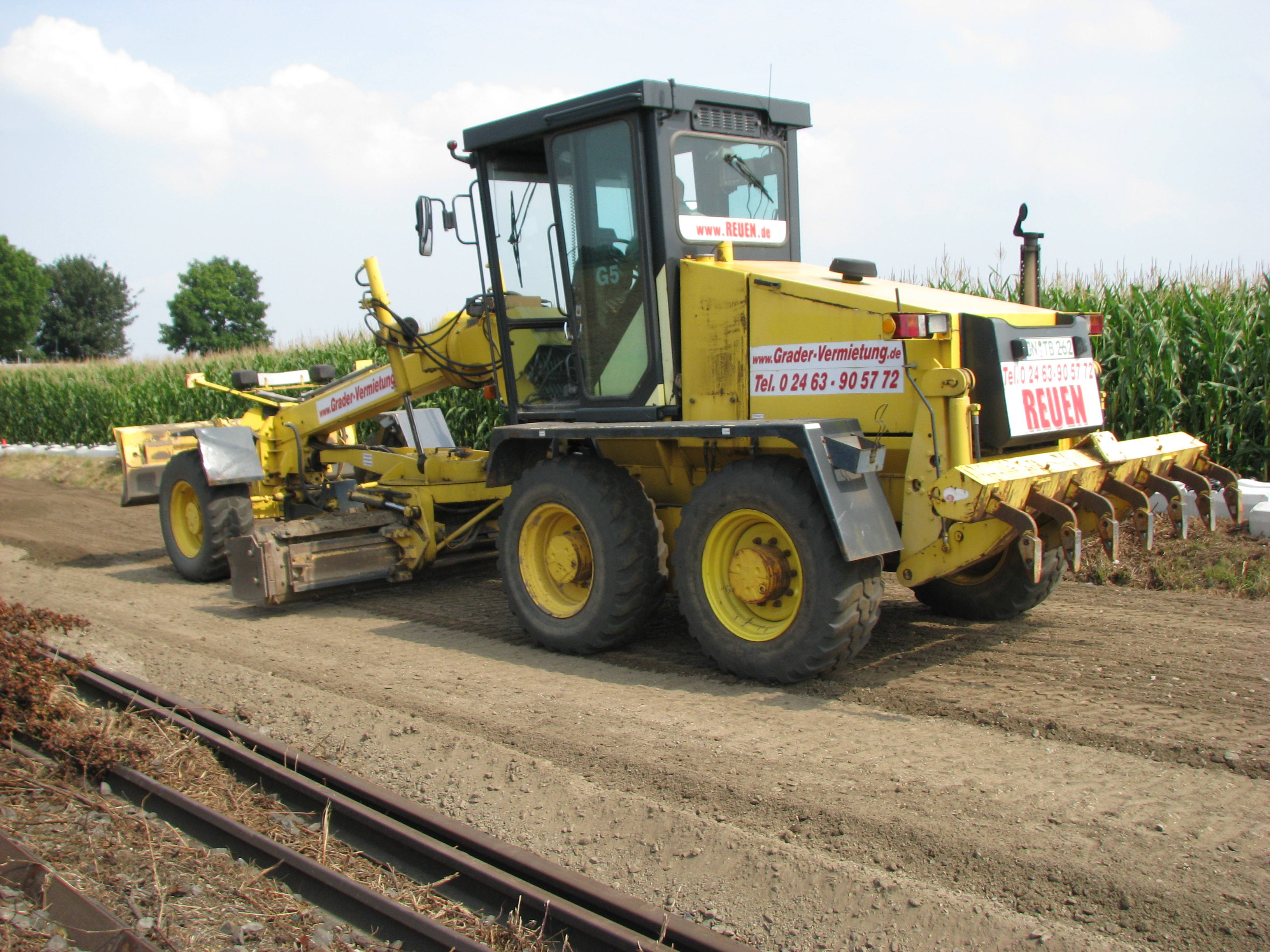
Grader ebnet den Unterbau
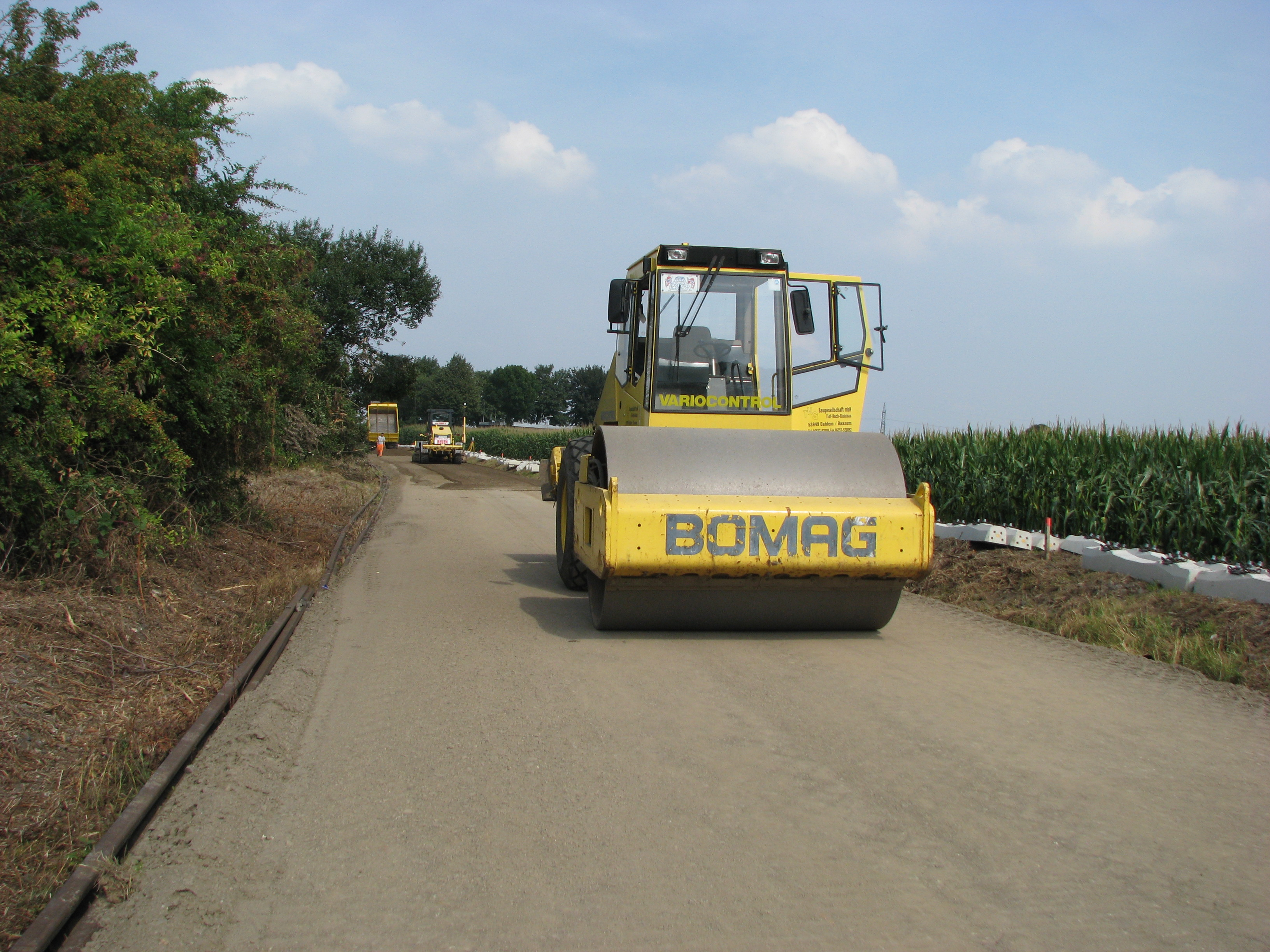
Verdichtung des Unterbaus mit einem Walzenzug
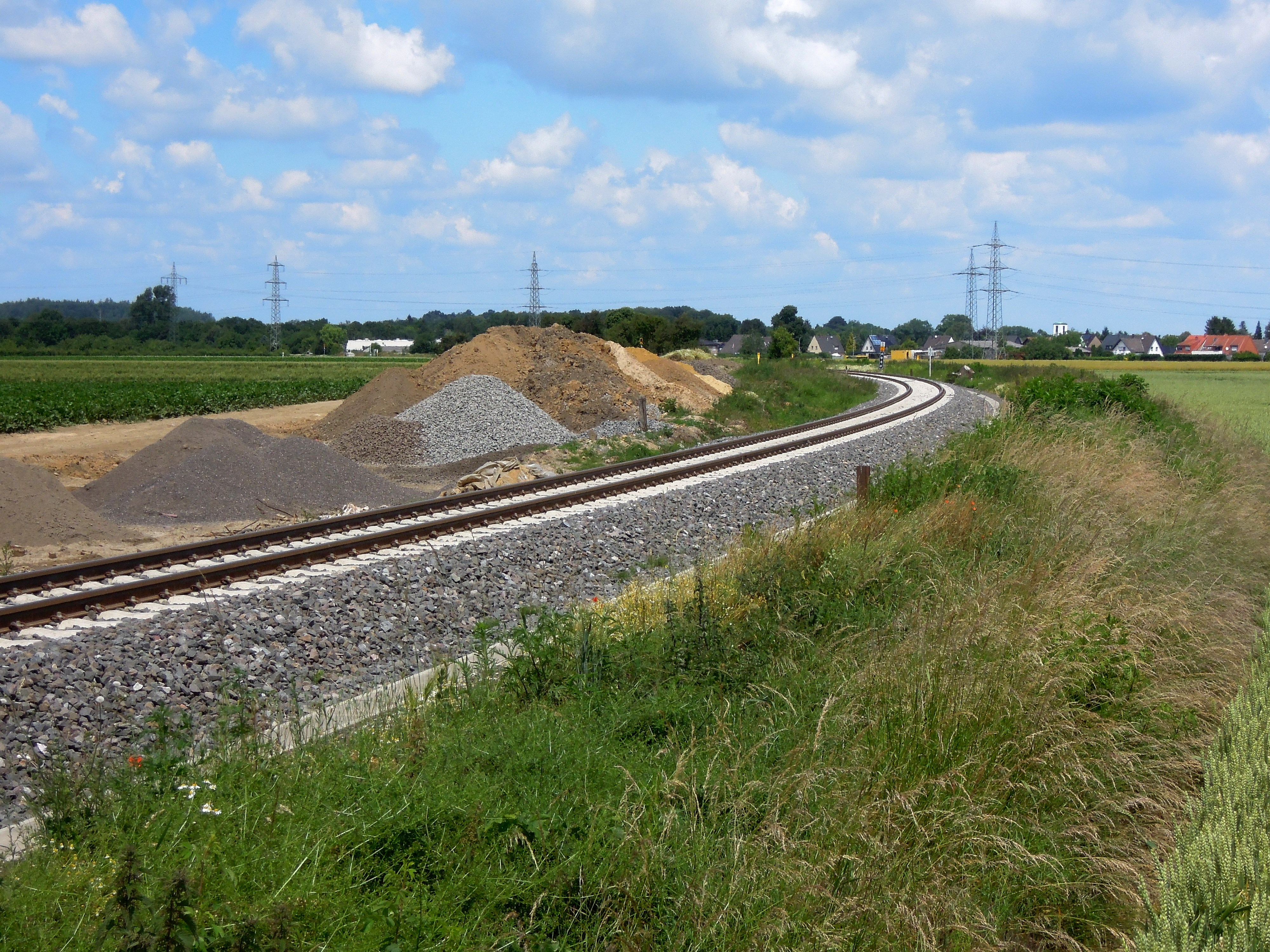
Fertige Strecke bei Streckenkilometer 8,0
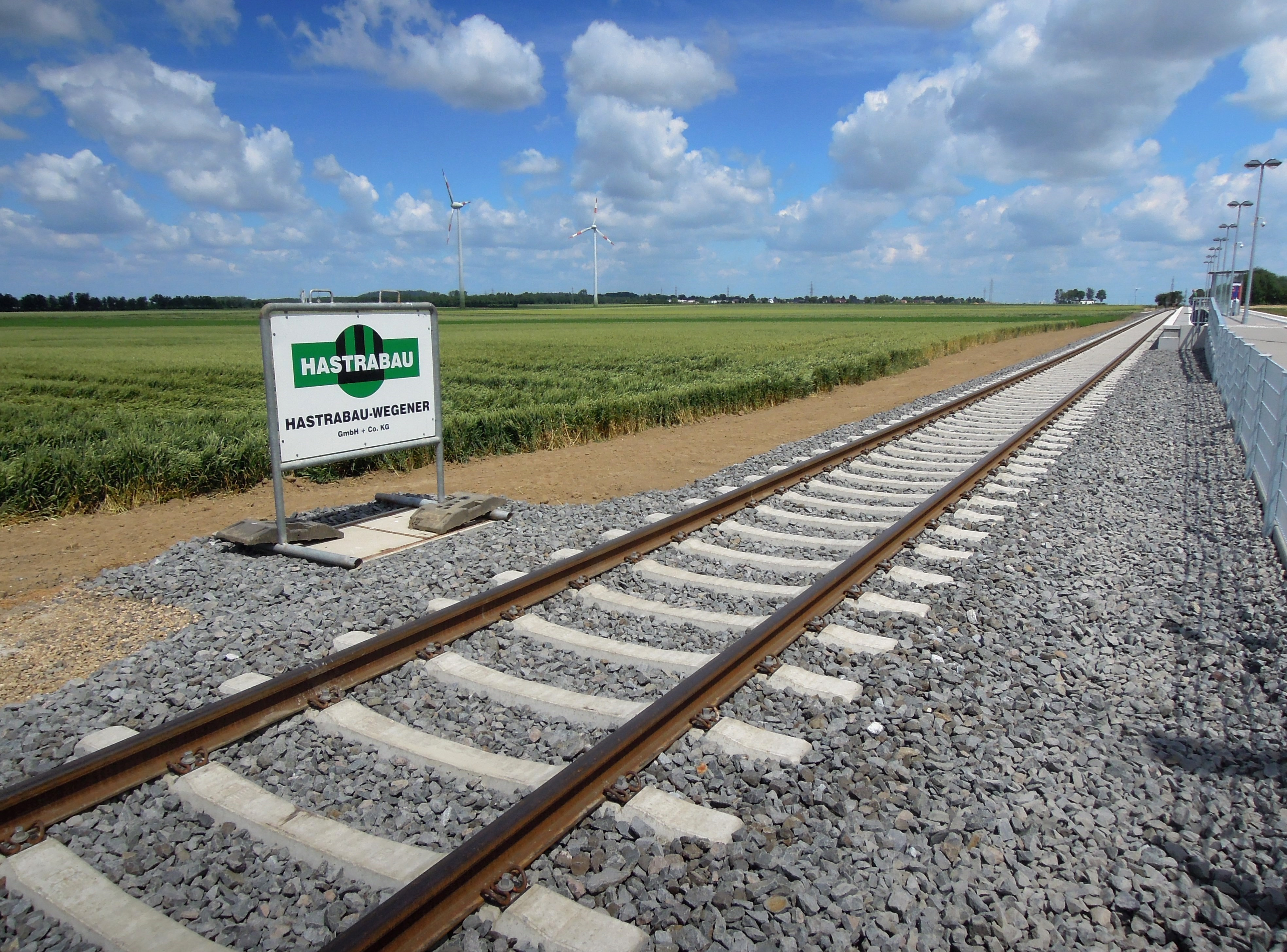
Fertige Strecke am Bahnhof St. Jöris

Die ursprünglich für Winter 2014 geplante, vollständige Eröffnung der Gesamtstrecke wurde wegen fehlender Finanzierung auf Dezember 2015 verschoben. Auf Grund der ursprünglich ab 2017 geplanten Elektrifizierung der Strecke wurde für die Unterquerung der Strecke Aachen–Köln ein neues, aufwändiges Kreuzungsbauwerk realisiert, um die für die Oberleitung erforderliche Durchfahrtshöhe zu gewährleisten. Dazu wurde ein Trogbauwerk durch das Sumpfgebiet Lehmsief errichtet und ein Bachlauf verlegt. Wegen des unerwartet hohen Grundwasserspiegels wurde Anfang 2015 bekannt, dass das Trogbauwerk verlängert werden muss. Die dadurch erforderliche Überarbeitung von Planung und Bau des Trogbauwerks verzögerte den Ringschluss bis Juni 2016. Der ursprüngliche Kostenrahmen betrug ca. 4,6 Mill. Euro.
Die geplante Elektrifizierung konnte ebenfalls nicht wie beabsichtigt durchgeführt werden, da die Oberleitung in der Einflugschneise des Flugplatzes Merzbrück gehangen hätte und damit nicht genehmigungsfähig gewesen wäre. Die seit langem geplante Verlegung und Verlängerung der Startbahn wurde im Rahmen eines Clusters der Hochschulen für zukunftsträchtigen Flugzeugbau durch das Land Nordrhein-Westfalen finanziell unterstützt. Daher konnten die konkreten Vorbereitungen für die Elektrifizierung aufgenommen werden, die 2020/2021 erfolgen sollte.
Am 28. Oktober 2022 wurde der Planfeststellungsbeschluss zur Elektrifizierung durch die Planfeststellungsbehörde erlassen und im Internet der Bezirksregierung Köln im Zeitraum vom 23. November 2022 bis zum 6. Dezember 2022 öffentlich zugänglich gemacht.

Reaktivierung des Abschnitts Lehmsief
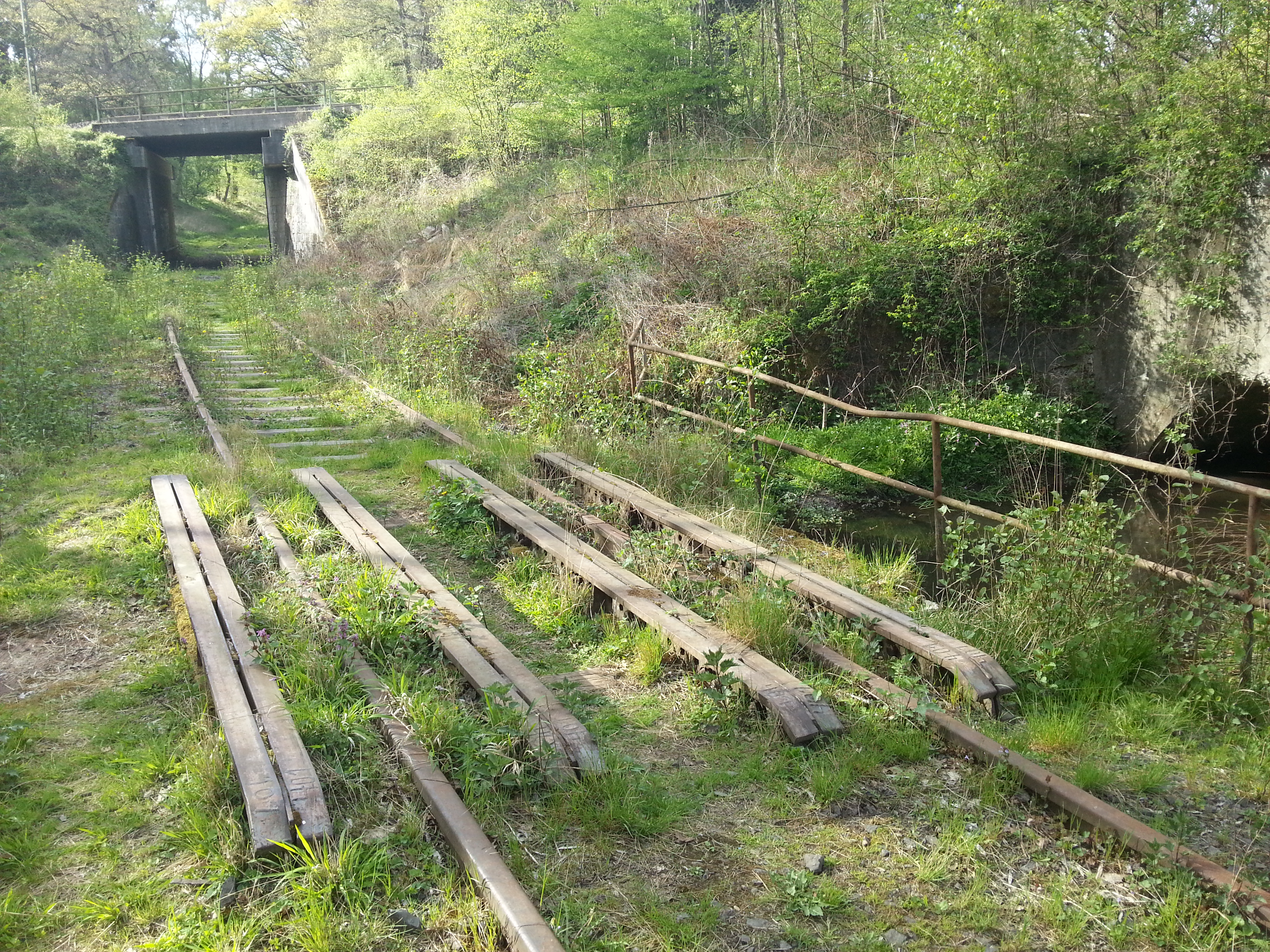
Der Abschnitt Lehmsief im April 2014
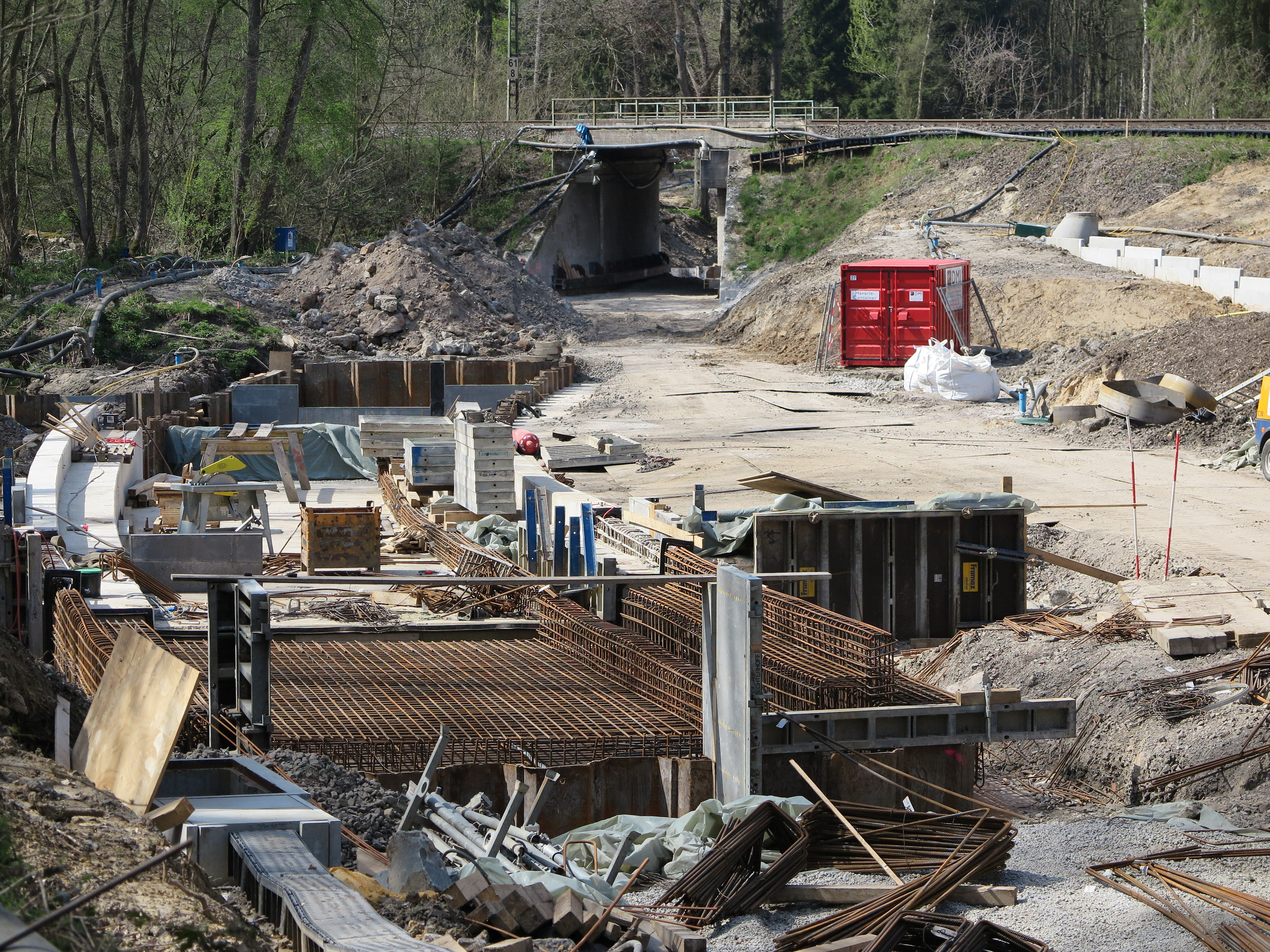
Der Abschnitt Lehmsief im April 2015
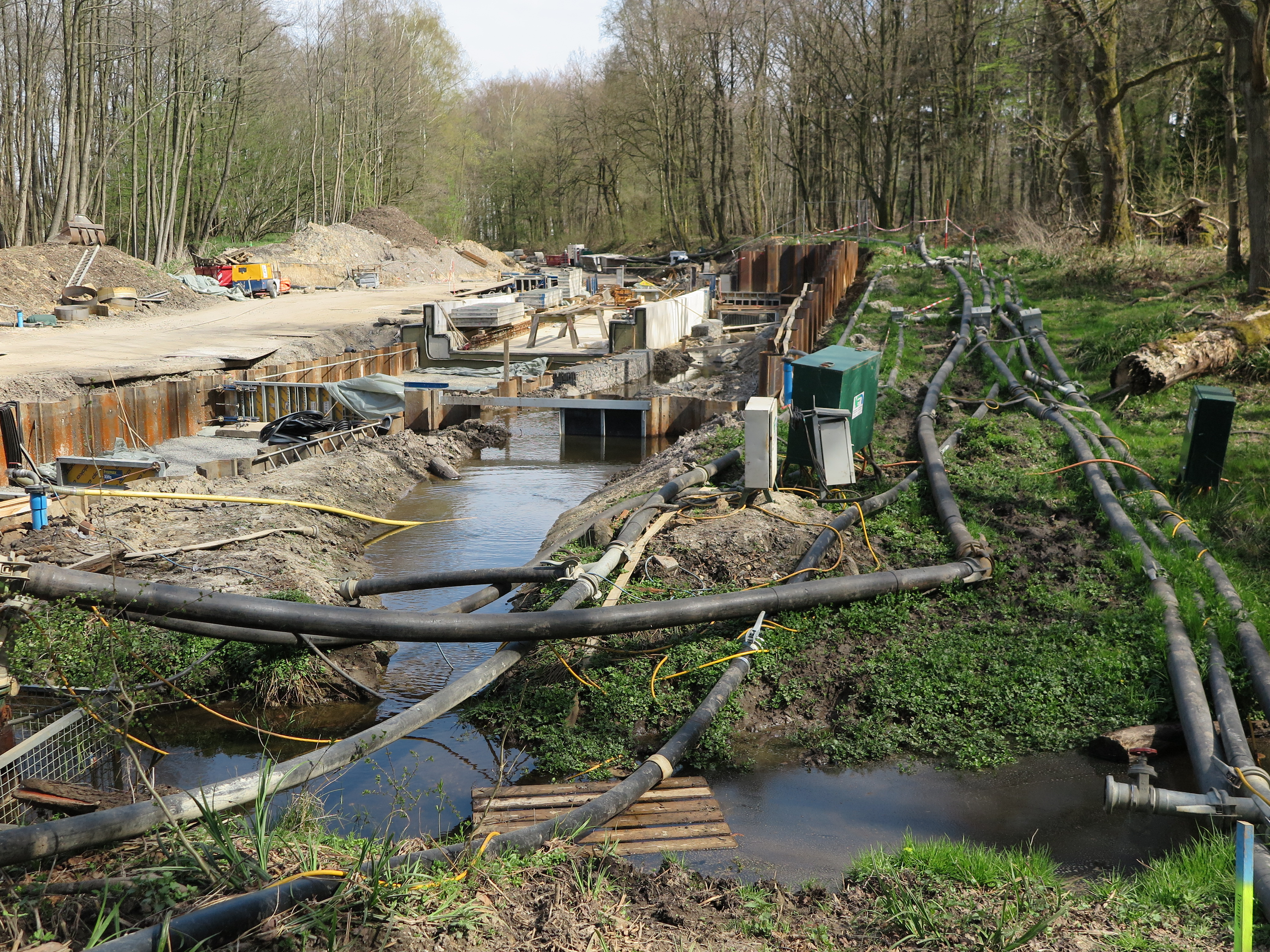
Wasserhaltung
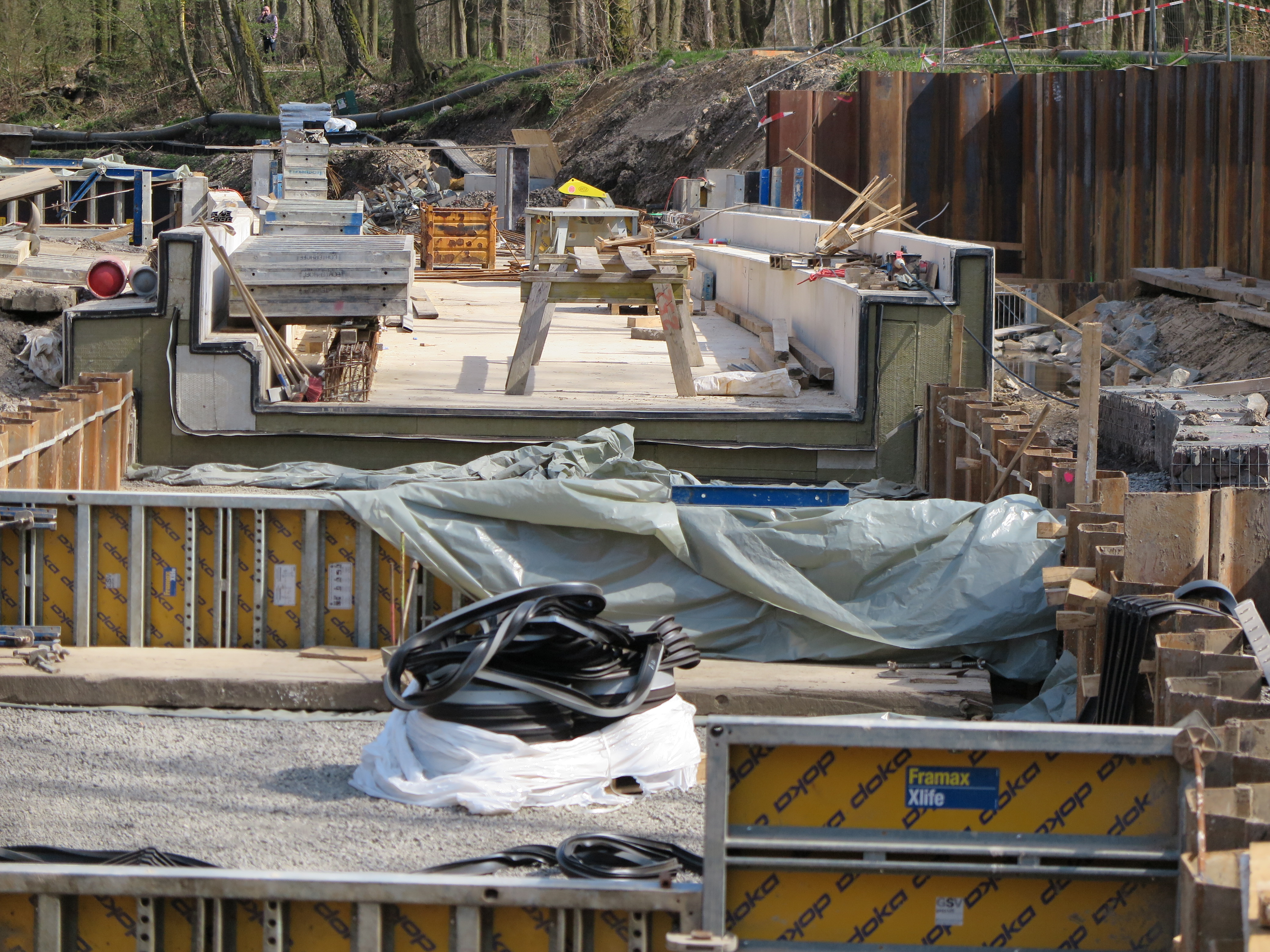
Querschnitt des 1. Segments des Trogbauwerks
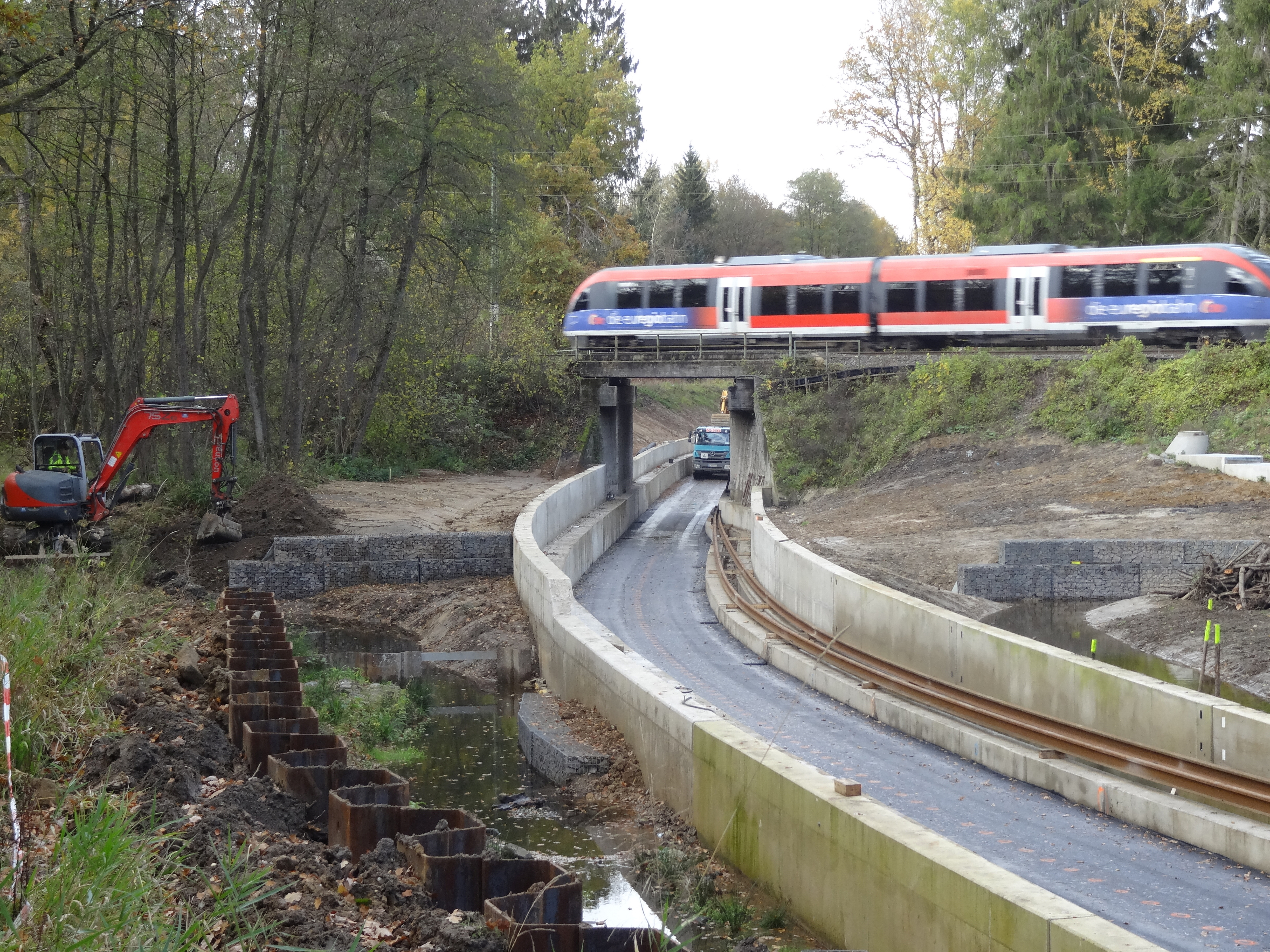
Überführung der Schnellfahrstrecke Köln–Aachen
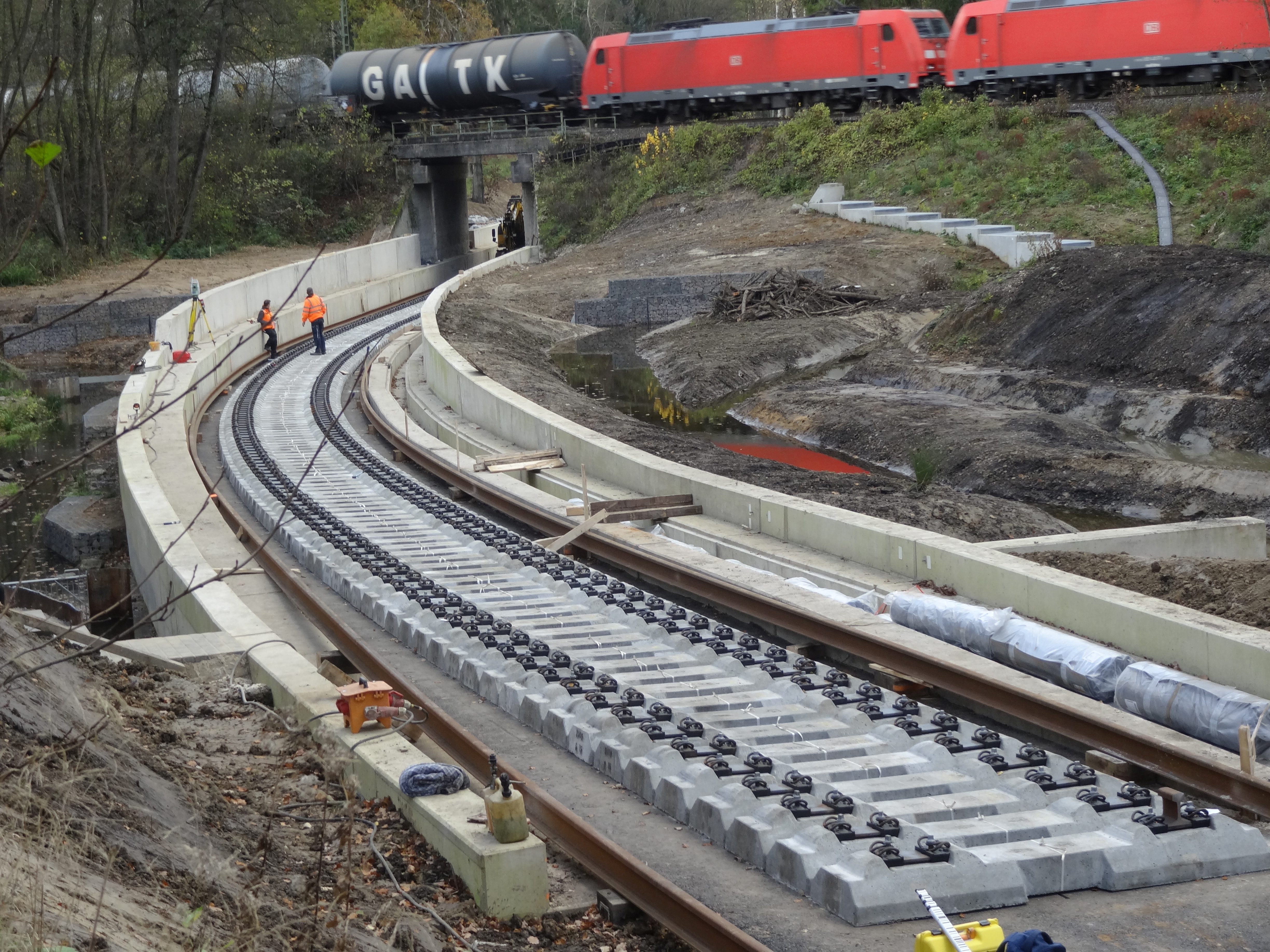
Der Abschnitt Lehmsief im November 2015

## Streckenbeschreibung

### Stolberg (Rheinland) Hauptbahnhof

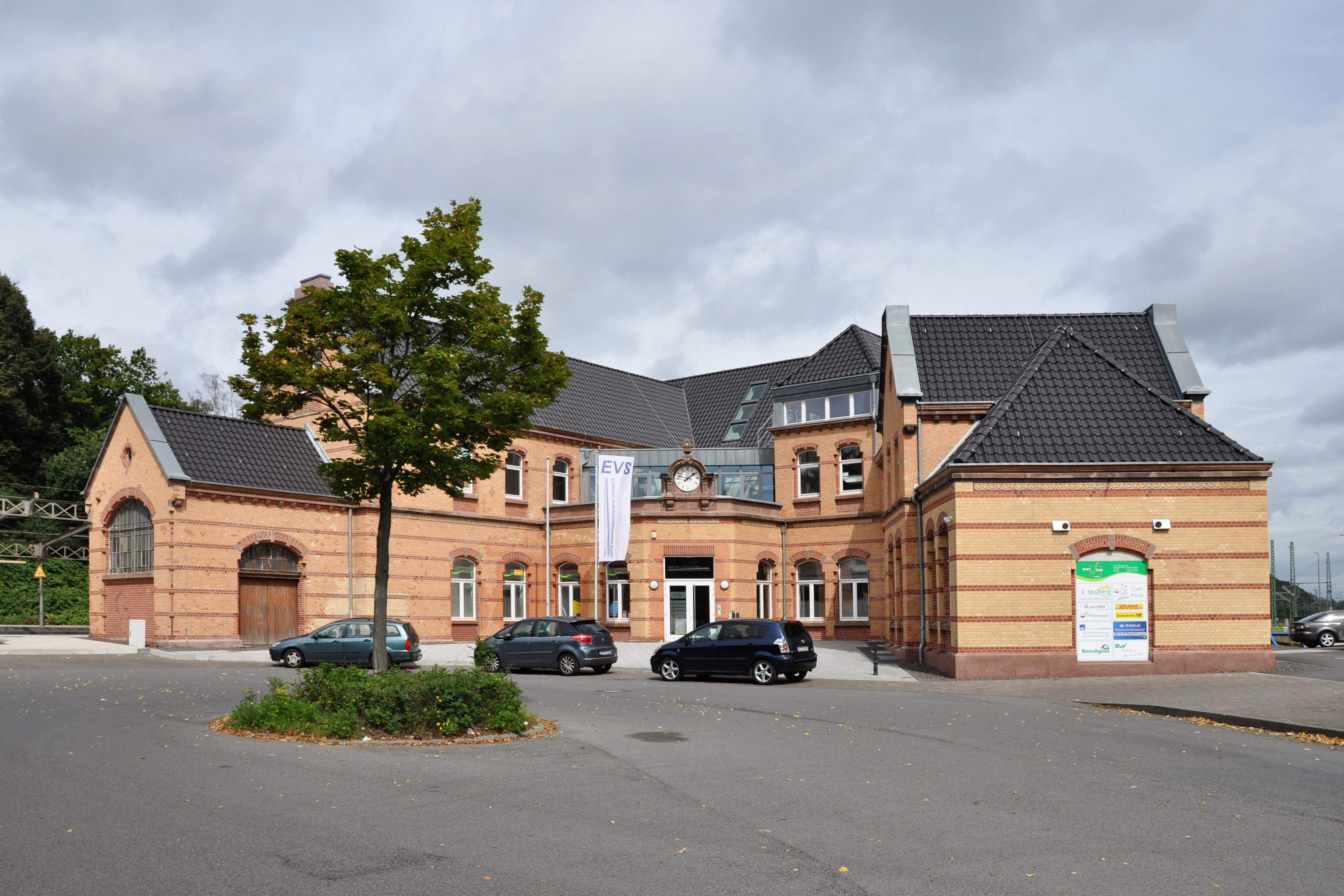
Stolberg (Rheinl) Hbf, 2014

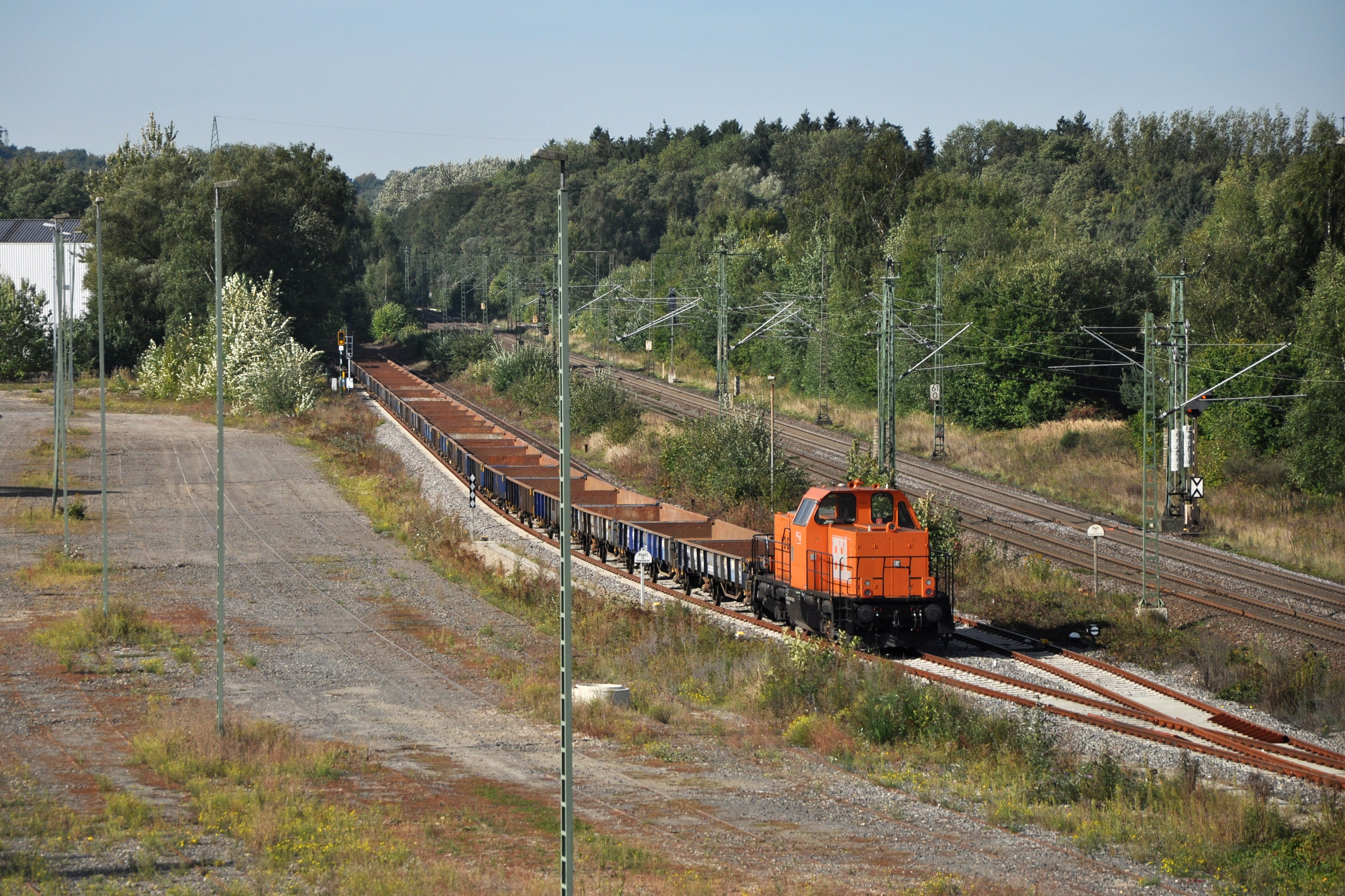
Stolberg Ende 2013: Das erneuerte Gleis der Bahnstrecke Stolberg–Herzogenrath ist fertiggestellt, wird aber bis auf Bauzüge noch nicht benutzt.

Stolberg ist seit dem 19. Jahrhundert ein Eisenbahnknotenpunkt in der Region und speziell im Aachener Revier.
Hier trafen und treffen mehrere Strecken aufeinander: neben der Bahnstrecke Stolberg–Herzogenrath noch die Schnellfahrstrecke Köln–Aachen, die Bahnstrecke Stolberg–Kohlscheid, die Bahnstrecke Stolberg–Münsterbusch, die Bahnstrecke Mönchengladbach–Stolberg und die Bahnstrecke Stolberg–Walheim.

Bis Ende der 1970er Jahre gab es in Stolberg ein Bahnbetriebswerk, das Dampflokomotiven und Schienenbusse beheimatete.

### Abzweigstelle Würselen Quinx

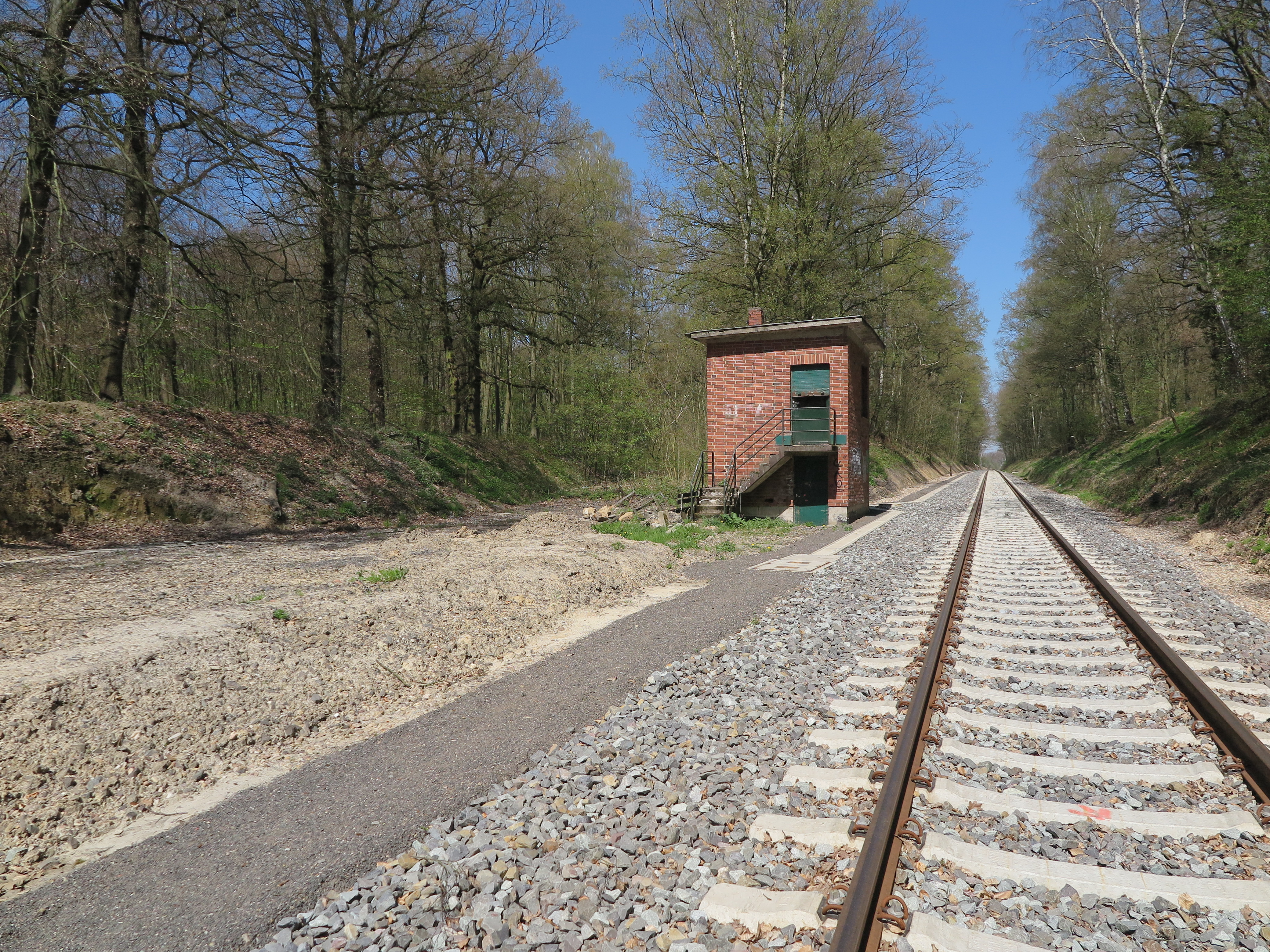
Würselen Quinx mit ehemaligem Stellwerk.

Direkt hinter der Unterführung unter der Autobahn A 4 befindet sich die Abzweigstelle Würselen Quinx am Streckenkilometer 3,5. Von dieser Abzweigstelle führte die Bahnstrecke Stolberg–Kohlscheid zuletzt in Richtung des Gewerbegebiets Kaninsberg/Aachener Kreuz zur Firma St. Gobain (Autoglasherstellung).
Im Jahr 2000 übernahm die EVS die Strecke. Eine geplante Reaktivierung der Strecke sollte die Euregiobahn über Würselen, den Bahnhof Aachen Nord bis in die Aachener Innenstadt zum Elisenbrunnen führen. Diese Pläne wurden bis heute nicht realisiert. Stattdessen wurde die Strecke 2004 stillgelegt.

### Haltepunkt Forschungsflugplatz Würselen-Merzbrück

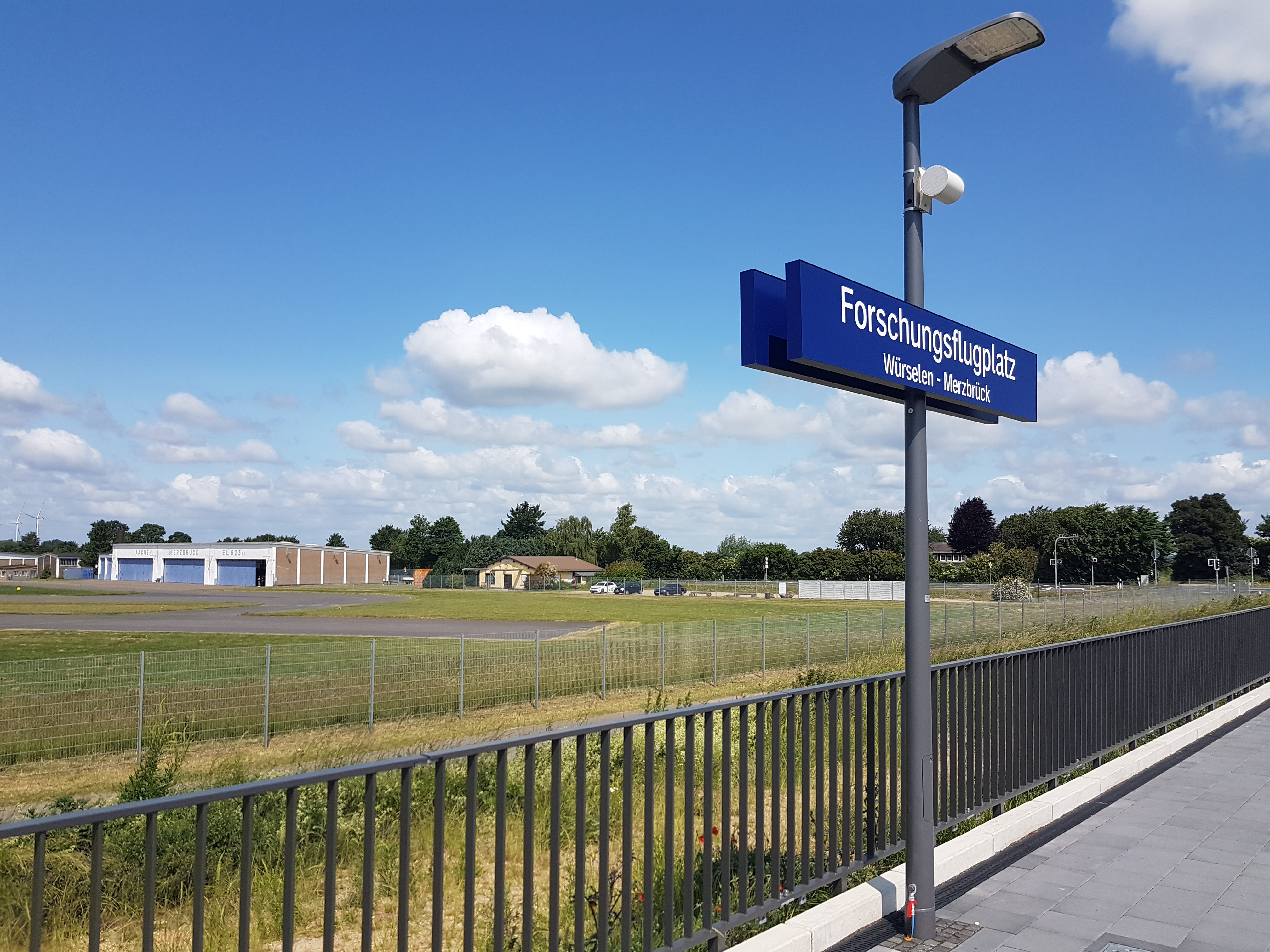

Am Streckenkilometer 5,5 befand sich der Bahnhof Merzbrück. Im früheren Bahnhofsbereich findet sich heute noch das Anschlussgleis der Landhandelsfirma Pütz. Im Rahmen der Reaktivierung der Strecke erfolgte 2024 wieder der Anschluss des Flugplatz Merzbrück an die Schienenstrecke.
Anfang 2015 wurde bekannt, dass die Errichtung des Haltepunktes Merzbrück erst mit der Fertigstellung der Elektrifizierung erfolgen soll. Dies kann aber wiederum erst nach der Verlegung der Startbahn erfolgen, da sonst die Oberleitung in der Einflugschneise des Flugplatzes hängen würde. Die Startbahn wurde im Jahr 2020 verlegt und seit Oktober 2020 läuft das Planfeststellungsverfahren für die Elektrifizierung der Euregiobahn. Eine Neuausschreibung mit elektrischen Fahrzeugen ist daher frühestens für den Zeitraum ab 2024 möglich; spätestens Ende 2025 soll der elektrische Betrieb aufgenommen werden.
Im Oktober 2024 wurde der Haltepunkt Forschungsflugplatz Würselen-Merzbrück  fertiggestellt.

### Bahnhof St. Jöris

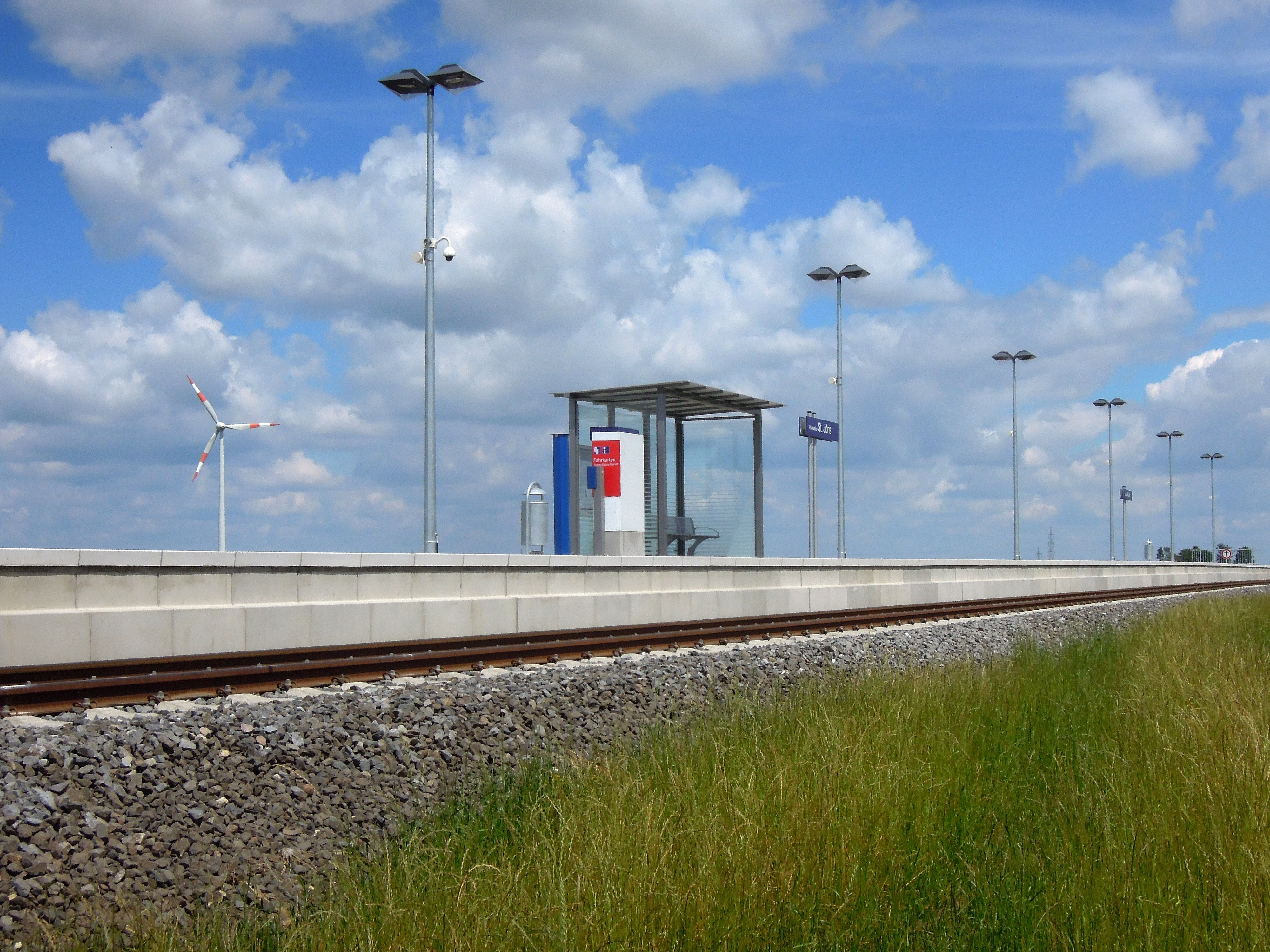
Neueröffneter Bahnhof St. Jöris

Der Ort St. Jöris hatte von 1949 bis 1981 einen eigenen eingleisigen Haltepunkt. Dieser wurde zum kleinen Fahrplanwechsel zum 15. Juni 2014 im Rahmen der Euregiobahn reaktiviert und zum Bahnhof hinaufgestuft. Dieser besitzt jetzt zwei Gleise und ist seit 10. Juni 2016 ein Überholbahnhof. Der Grund für den Ausbau liegt in der Reaktivierung des Restabschnitts nach Stolberg. Eine Rampe, ein Fahrkartenautomat und ein Wartehäuschen sind vorhanden, außerdem wird der Bahnsteig videoüberwacht. Der Bahnhof besitzt noch keinen eigenen Parkplatz, weshalb ein Parkplatz eines nahegelegenen Sportplatzes für Pendler freigegeben ist.

### Haltepunkt Alsdorf Poststraße / Haltepunkt Hoengen-Begau

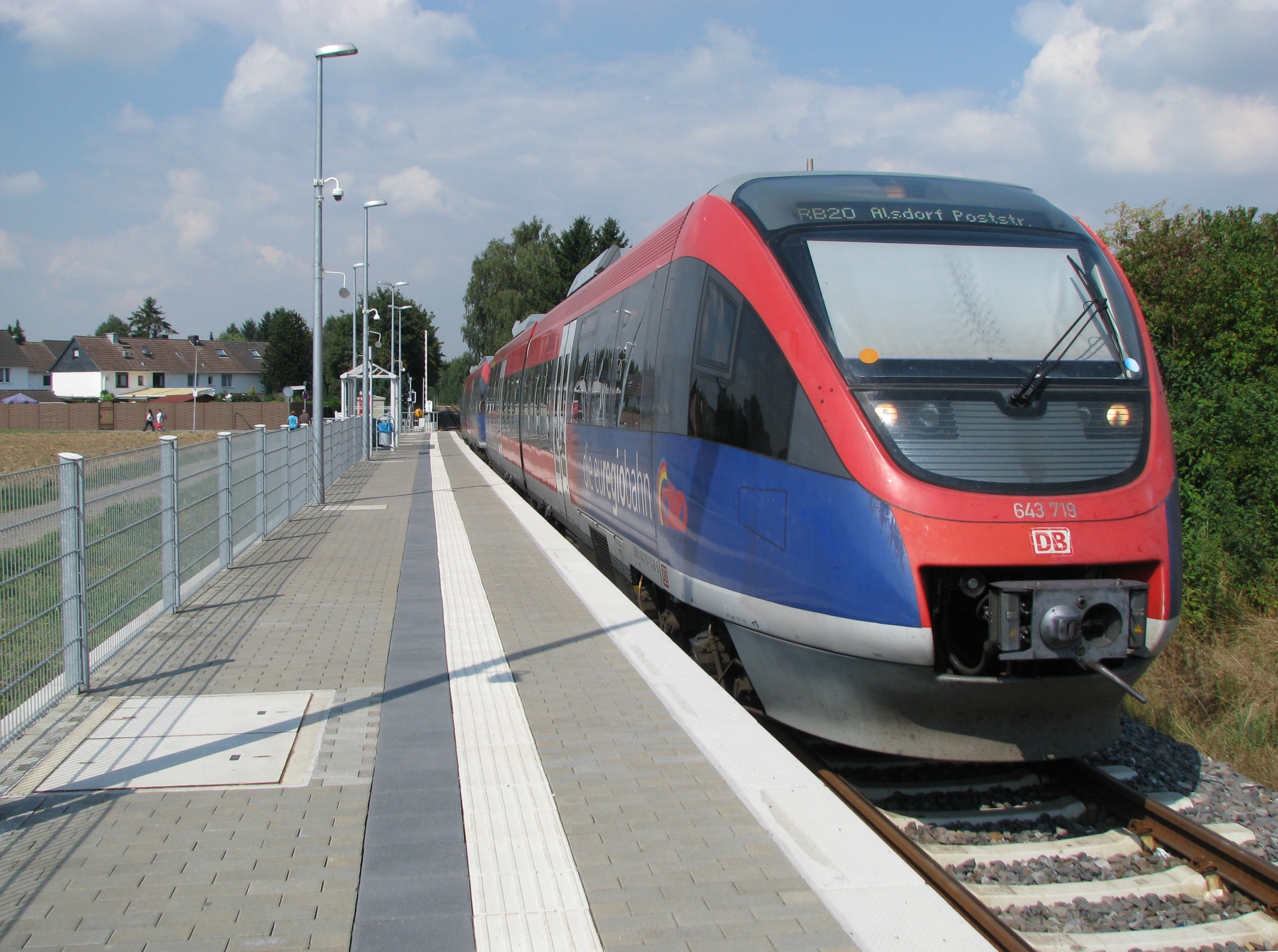
Neuer Haltepunkt Alsdorf Poststraße

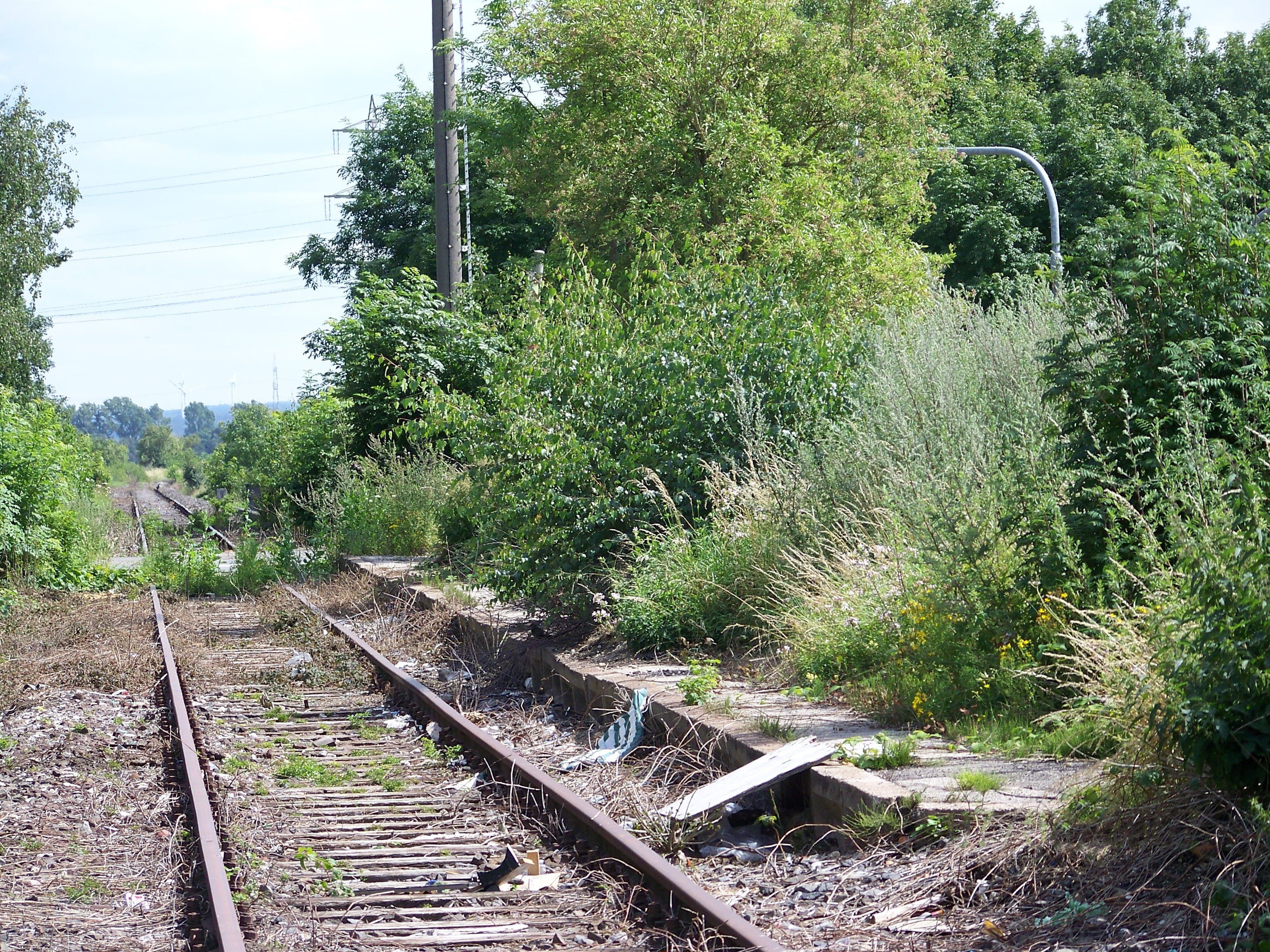
Alter Haltepunkt Begau (2007)

Der ehemalige Haltepunkt Hoengen-Begau lag am Streckenkilometer 8,9 an der Aachener Straße. Nur 600 Meter weiter unmittelbar an der Poststraße wurde ein neuer Haltepunkt Alsdorf Poststraße (km 9,5) gebaut, der seit Dezember 2011 von der Euregiobahn angefahren wird.

### Haltepunkt Alsdorf-Mariadorf / Bahnhof Mariadorf

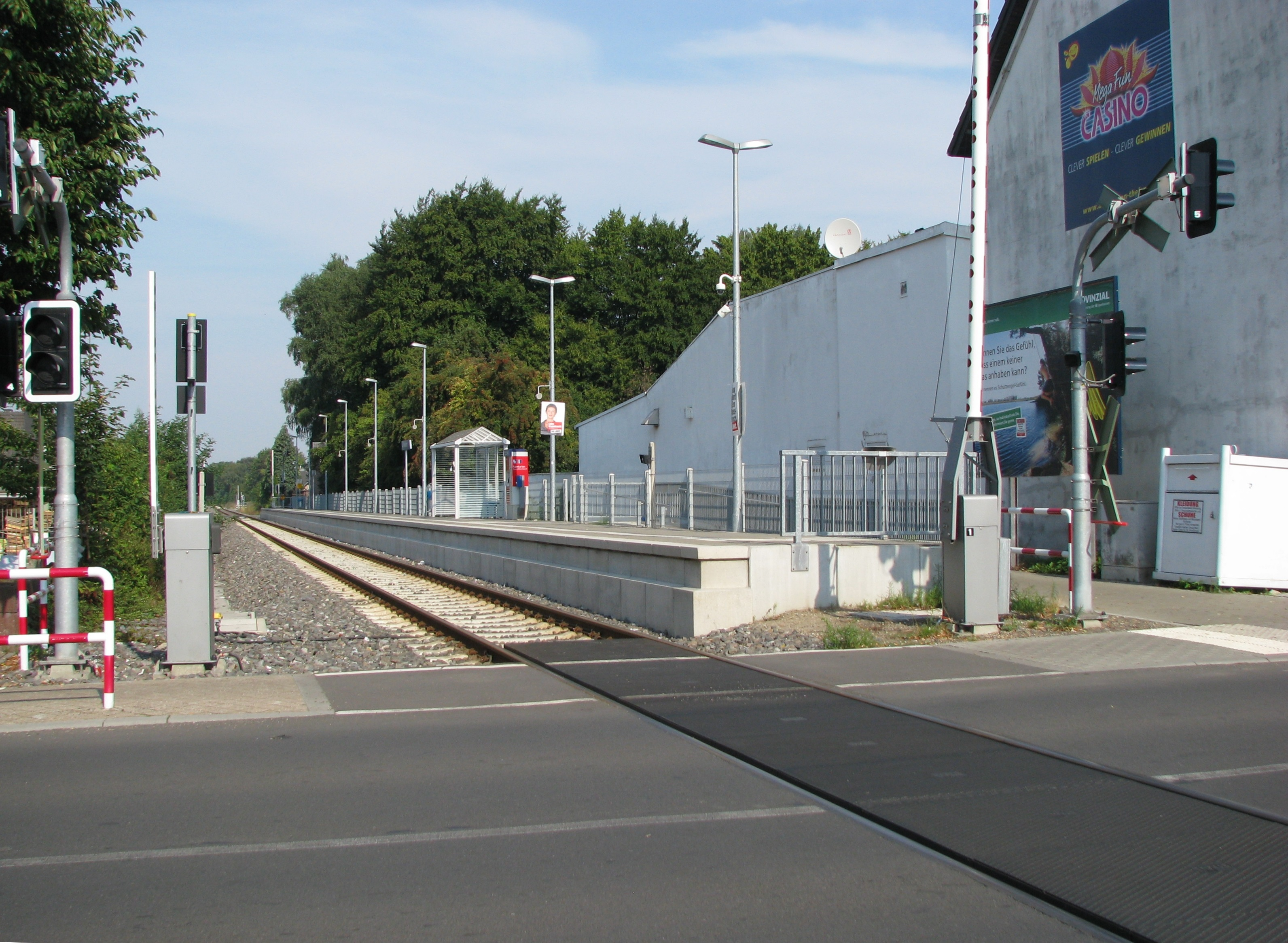
Neuer Haltepunkt Alsdorf-Mariadorf

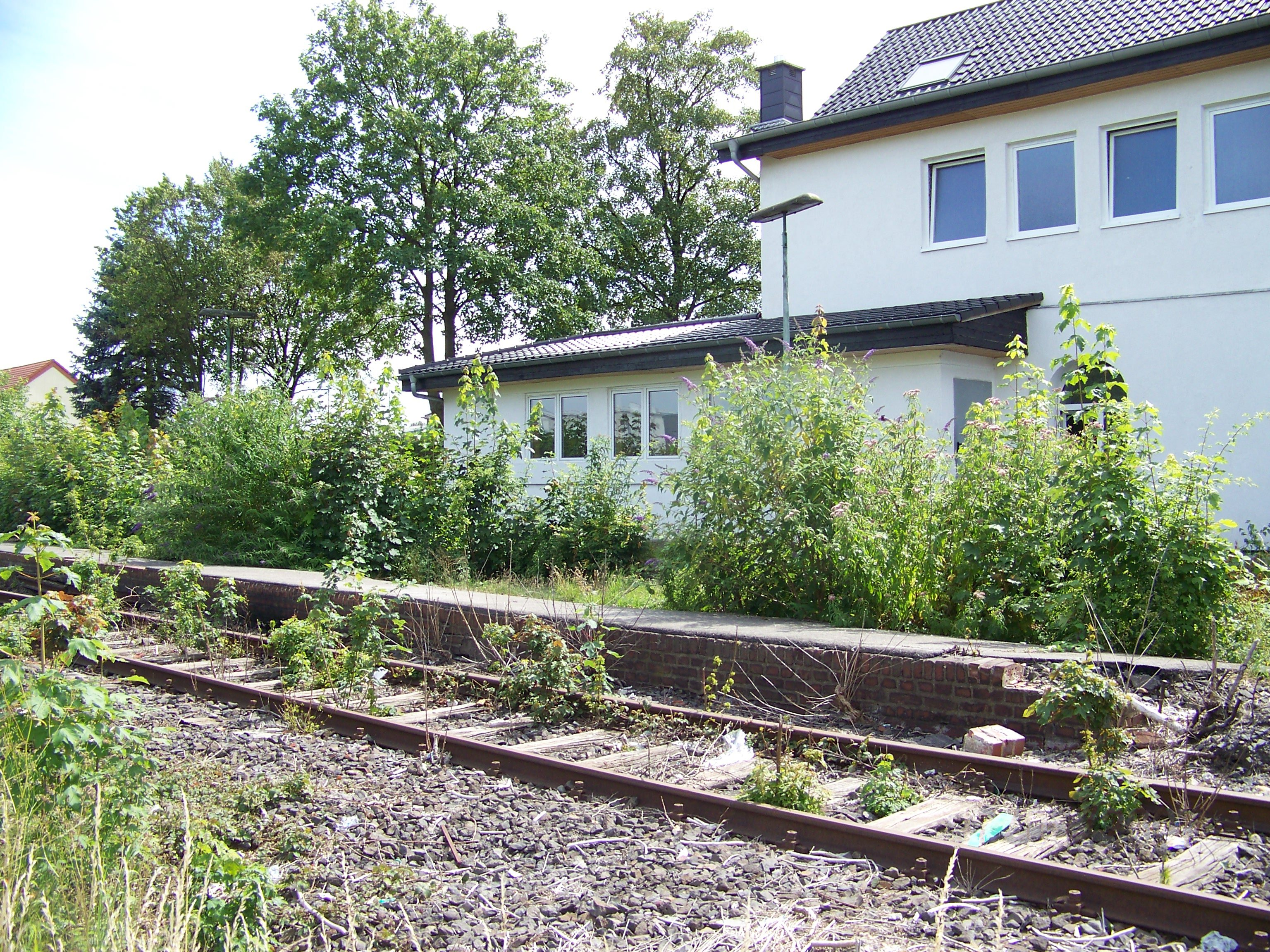
Ehemaliger Bahnhof Mariadorf

Früher hatte Mariadorf eine größere Bedeutung als gegen Ende des Betriebs. Damals trafen sich im Bahnhof ein Anschlussgleis zur Grube Maria, die alte Verbindungskurve zur Bahnstrecke Aachen Nord–Jülich und die Strecke Stolberg–Herzogenrath.
Der Ort hatte deshalb früher einen eigenen Bahnhof bei Streckenkilometer 10,3 mit einem Empfangsgebäude am Bahnübergang der Blumenrather Straße. Das Bahnhofsgebäude und der alte Mittelbahnsteig sind heute noch erhalten. Das Empfangsgebäude befindet sich heute in Privatbesitz und wurde zu einer Moschee (Mevlana Moschee) umfunktioniert.

Heute befindet sich ein neu eingerichteter Haltepunkt Alsdorf-Mariadorf (km 10,4) der Euregiobahn zwischen den Bahnübergängen Blumenrather Straße und Straßburger Straße. Die alten Gleisanlagen wurden vollständig zurückgebaut und ein neues Einzelgleis errichtet. Ebenso wurden neue Bahnübergänge installiert. Der Haltepunkt wird seit Dezember 2011 planmäßig von der Euregiobahn angefahren.

### Haltepunkt Mariagrube
Nur wenige Meter vor dem Erreichen des Haltepunktes Mariagrube überquerte die Strecke die Trasse Aachen Nord–Jülich der Aachener Industriebahn Gesellschaft auf einer Eisenbrücke am Streckenkilometer 10,9.
Der Haltepunkt Mariagrube lag am Ortsausgang Mariadorfs in Richtung Alsdorf. Errichtet wurde er an der Überführung über die Aachen–Jülicher Strecke. Damit bestand für die Bergleute endlich eine nahegelegene Haltestelle zur Grube Maria. Bis zur Eröffnung des Haltepunktes mussten sie den mehrere hundert Meter langen Weg vom Bahnhof Mariadorf bis zur Grube in Kauf nehmen. Einen neuen Haltepunkt Mariagrube gibt es für die Euregiobahn nicht mehr; jedoch wurde das Brückenbauwerk über der ehemaligen Strecke Aachen Nord – Jülich neu gebaut.

### Haltepunkt Alsdorf-Kellersberg / Abzweigstelle Kellersberg

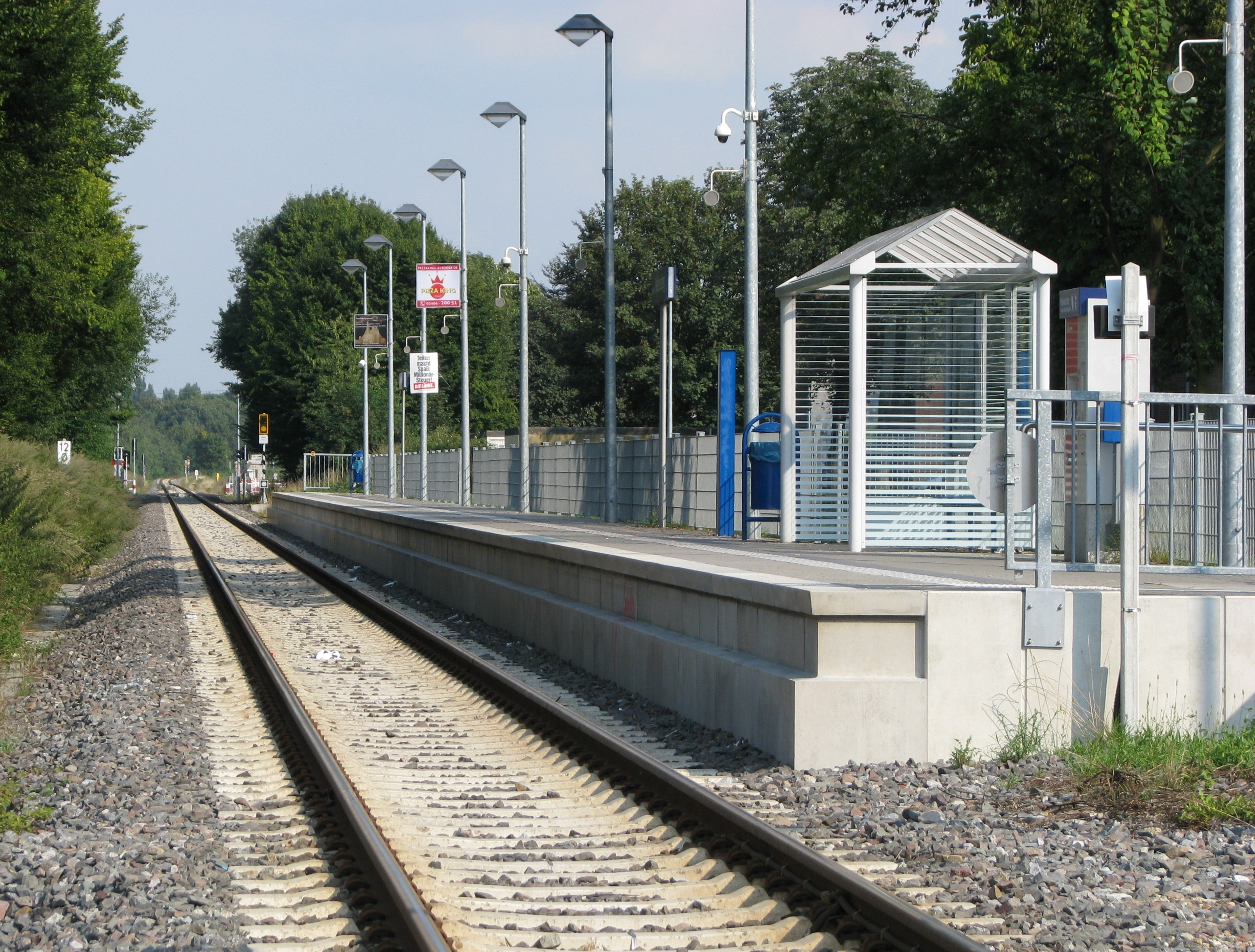
Neuer Haltepunkt Alsdorf-Kellersberg

Die Anfang der 1950er Jahre eingerichtete Abzweigstelle Kellersberg bei Streckenkilometer 11,4 bot die direkte Durchfahrt von Alsdorf kommend in Richtung des Bahnhofes Mariagrube und darüber hinaus in Richtung Siersdorf. Der neue Haltepunkt Alsdorf-Kellersberg wurde rund einen halben Kilometer weiter Richtung Kellersberg bei Streckenkilometer 12,0 errichtet.

### Bahnhof Alsdorf-Annapark / Bahnhof Alsdorf (Kr Aachen)

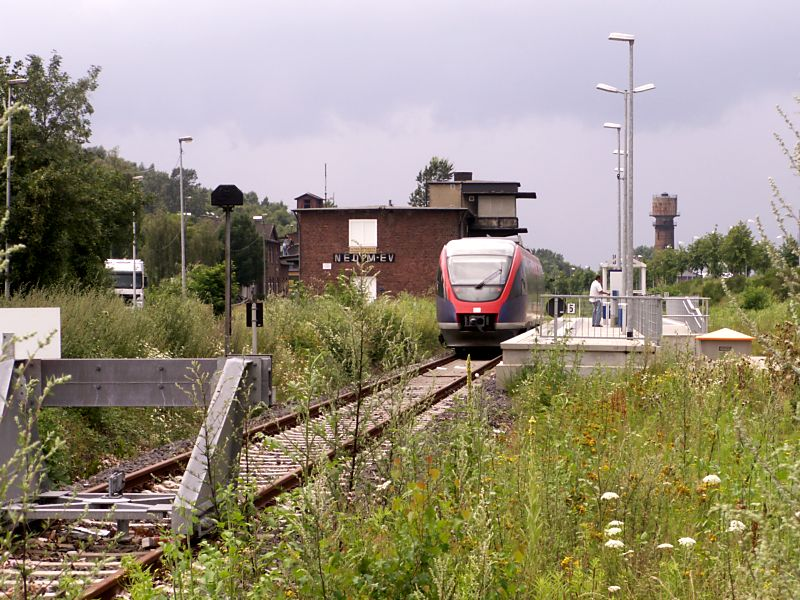
Zug der euregiobahn am Bahnhof Alsdorf-Annapark, im Hintergrund das ehemalige Stellwerk des Bahnhofs Alsdorf

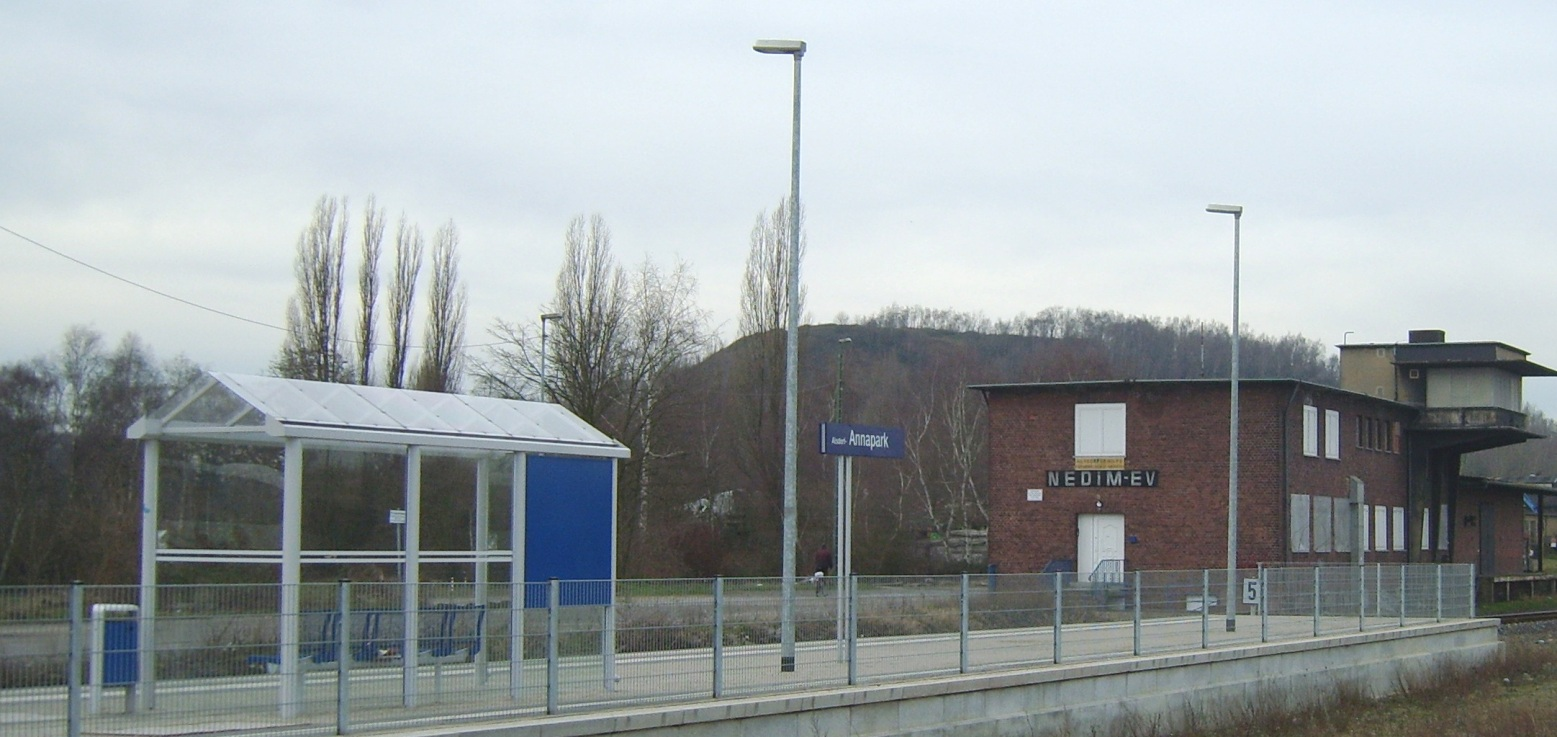
Bahnsteig Alsdorf-Annapark mit ehemaligem Stellwerk

Die Bahnsteige des Bahnhofs Alsdorf (Kr Aachen) der Deutschen Bundesbahn lagen früher auf der östlichen Seite der Bahnhofstraße bei Streckenkilometer 12,9, am Bahnhofplatz. Weitere Gleise lagen auf der westlichen Seite und dienten dem Güterverkehr und zum Anschluss des ebenfalls dort befindlichen Grubenbahnhofs der Grube Anna. Sowohl die Bundesbahn und der Grubenbahnhof hatten eigene Stellwerke. Das Stellwerk der Bundesbahn befand sich am Güterschuppen an der Straße Am Güterbahnhof, gegenüber auf der anderen Seite der Gleise lag das Stellwerk des Grubenbahnhofs in der Nähe der Kokerei. Vom Grubenbahnhof aus verzweigten sich die Gleise über das gesamte Zechengelände. Hier fanden auch die Rangierarbeiten der Kohleverladung und der Kokerei statt. Weiterhin begann die Strecke zur Grube Adolf in Merkstein im Grubenbahnhof Anna. Der Rangierverkehr im Grubenbahnhof wurde mit den Dampfloks des EBV durchgeführt, darüber hinaus gab es zwei kleine Dieselrangierlokomotiven.
Zwischen Oktober und Dezember 2005 wurde der Haltepunkt Alsdorf-Annapark für die Euregiobahn am Bahnübergang westlich der Bahnhofstraße angelegt. Er bildete bis Dezember 2011 den Endhaltepunkt der Euregiobahn aus Richtung Herzogenrath. Der Haltepunkt war eingleisig barrierefrei und ausgestattet mit gläsernenen Wartehäuschen, Fahrkartenautomaten, Blindenleitsystem sowie einer sanitären Anlage. Dort befindet sich auch der Verknüpfungspunkt aller Alsdorfer Buslinien, welche den bisherigen Rendezvouspunkt Alsdorf Denkmalplatz bedienten. Seit dem Fahrplanwechsel zum 11. Dezember 2005 wird dieser Haltepunkt im Stundentakt angefahren.
Neben Alsdorf-Busch war Alsdorf-Annapark der zweite Alsdorfer Haltepunkt. Mit Inbetriebnahme des zweiten Gleis wurde der Haltepunkt am 30. März 2008 zum Bahnhof Alsdorf-Annapark.

### Haltepunkt Alsdorf-Busch

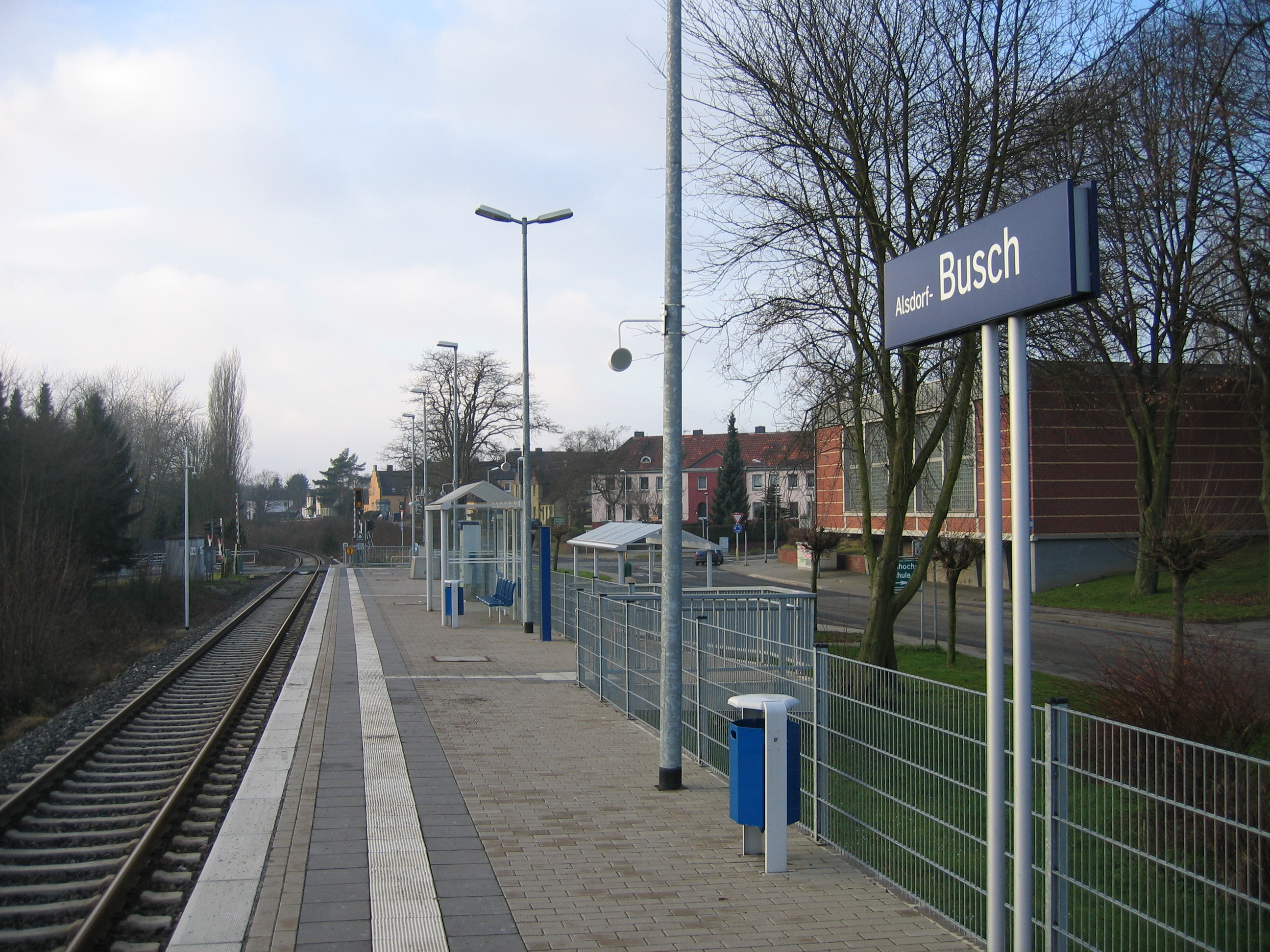
Bahnhaltepunkt Alsdorf-Busch

Der Haltepunkt Wilhelmschacht (km 14,2) lag etwa 200 m hinter der westlichen Einfahrt zum Zechengeländes der Grube Anna, am Ortseingang von Alsdorf-Busch.
Der Haltepunkt war für die Bergleute eingerichtet worden, die im Wilhelmschacht unter Tage fuhren. Gleichzeitig wurde so die nahegelegene Siedlung Busch angeschlossen. Zeitweise verfügte der Haltepunkt über einen kleinen Pavillon, der nach der Einstellung des Personenverkehrs abgerissen wurde. Zwischen Oktober und Dezember 2005 wurde der neue Euregiobahn-Haltepunkt Alsdorf-Busch als neue Haltestelle etwa 200 Meter von dem alten, 2002 abgerissenen Haltepunkt Wilhelmschacht entfernt angelegt.

### Bahnhof Nordstern
Im Bereich der heutigen Kleingartenanlage Busch, lag etwa 200 m westlich am Streckenkilometer 14,9 der Bahnhof Nordstern. Vom Bahnhofsgelände Nordstern führte eine kurze Stichstrecke direkt auf das Zechengelände. Ursprünglich war der Bahnhof gebaut, um die Grube Nordstern an die Eisenbahn anzuschließen. Ebenso war ein Haltepunkt für den Personenverkehr vorhanden. Weiterhin zweigte im Güterbahnhof das Anschlussgleis zur Grube Carl Alexander in Baesweiler ab. Später gehörten die Bahnhofsanlagen des Bahnhofes Nordstern betrieblich zum Bahnhof Merkstein. Das Stellwerk des Bahnhofes Nordstern hatte zur Zeit seines Abbruches im Jahre 1987 die Bezeichnung Merkstein Mf.

### Haltepunkt Herzogenrath August-Schmidt-Platz / Bahnhof Merkstein

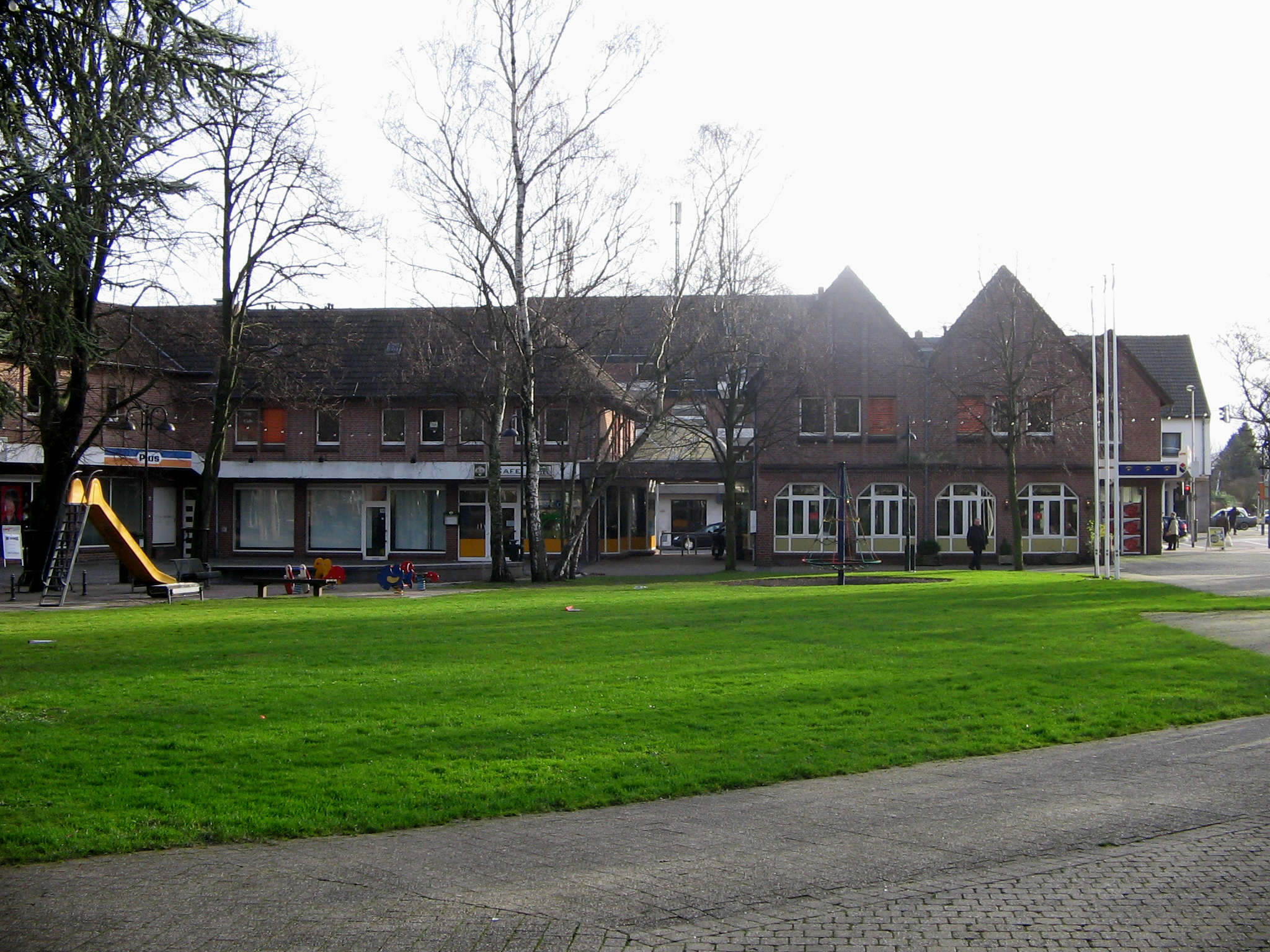
August-Schmidt-Platz in Merkstein

Die Gleisanlagen des Bahnhofs Merkstein sind heute noch weitestgehend erhalten, allerdings zum Teil von Unkraut überwuchert. Ebenso sind noch die Signalanlagen vorhanden. Früher befanden sich hier noch eine Schüttgutrampe und ein Güterschuppen, von denen heute nichts mehr existiert. Hinter dem Bahnübergang über die Geilenkirchener Straße befand sich das Empfangsgebäude des Bahnhofes Merkstein am Kilometerpunkt 16,2. Der Personenbahnhof war zweigleisig mit Mittelbahnsteig ausgeführt. Das Empfangsgebäude ist nach der Stilllegung abgerissen worden.
Seit dem 12. Dezember 2004 wird Merkstein wieder regelmäßig im Personenverkehr bedient. Halbstündlich verkehren hier heute die Talent-Triebzüge der Euregiobahn. Für diese Züge wurde am Platz des früheren Empfangsgebäudes ein neuer Haltepunkt mit dem Namen Herzogenrath August-Schmidt–Platz angelegt.
Zwischen Alsdorf-Busch und Herzogenrath August-Schmidt-Platz wurde 2017 ein 206 Meter langes Überholgleis angelegt, um an dieser Stelle im Verspätungsfall Zugkreuzungen zu ermöglichen. Dadurch soll die Übertragung von Verspätungen verringert werden. Mit der Inbetriebnahme dieses Gleises ist Merkstein wieder ein Bahnhof im Sinne der Eisenbahn-Bau- und Betriebsordnung.

### Haltepunkt Herzogenrath Alt-Merkstein

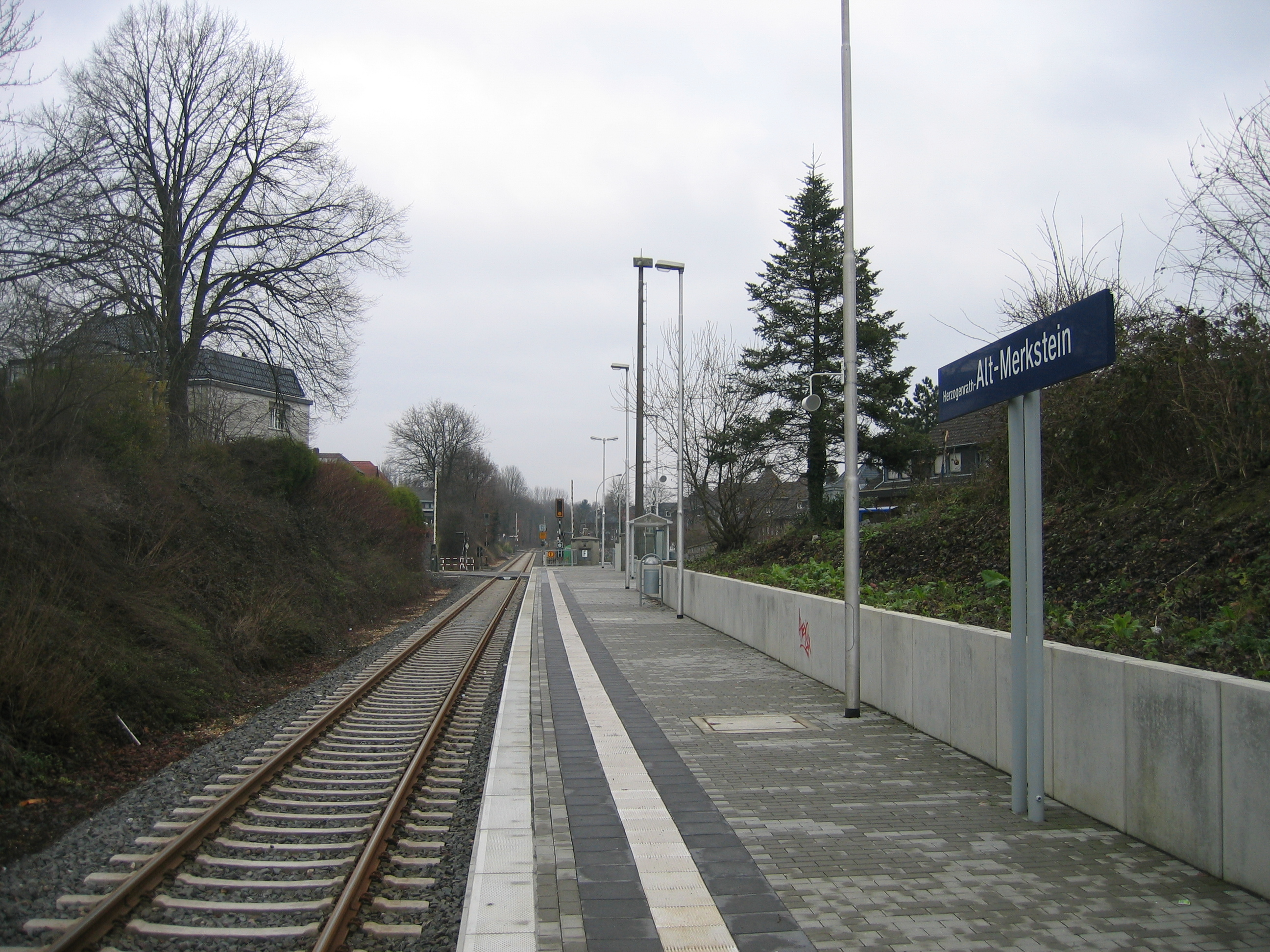
Haltepunkt Herzogenrath Alt-Merkstein

Hinter dem alten Bahnhof Merkstein verläuft die Strecke in einer Linkskurve durch den Ort, dann entlang des Ortsrands bis zum früheren Haltepunkt Merkstein West (km 17,1) an der Sebastianusstraße.
Am 12. Dezember 2004 wurde der Haltepunkt in die Euregiobahn mit einbezogen und wird seitdem im Personenverkehr angefahren. Mit der Reaktivierung erhielt der Haltepunkt den Namen Herzogenrath Alt-Merkstein. Gleichzeitig wurde ein Wartehäuschen und ein Fahrkartenautomat aufgebaut.

### Bahnhof Herzogenrath

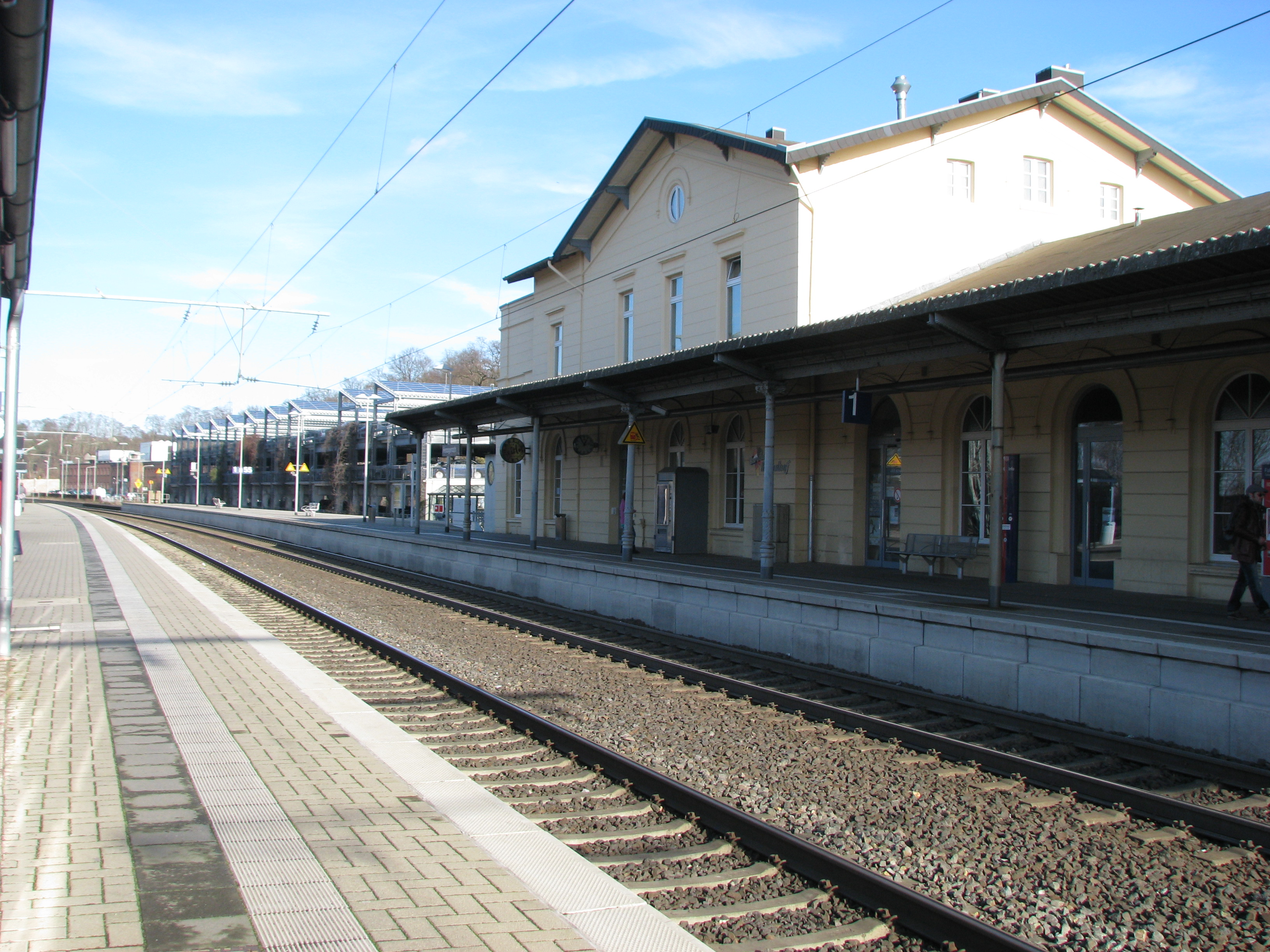
Bahnhof Herzogenrath

Der Bahnhof Herzogenrath bei Streckenkilometer 19,6 ist Ausgangspunkt der Strecke nach Stolberg. Er liegt außerdem an der Bahnstrecke Aachen–Mönchengladbach und der Bahnstrecke Sittard–Herzogenrath.
Auf der Strecke nach Mönchengladbach fahren die Rhein-Niers-Bahn nach Heinsberg sowie Essen und der Wupper-Express nach Dortmund. Darüber hinaus wird der Bahnhof durch die Euregiobahn mit Aachen und Alsdorf sowie durch den Dreiländerzug mit Heerlen verbunden.
Im Fernverkehr hielten bis zum Jahr 1999 im Zweistundentakt Interregios in Herzogenrath. Seit 2009 ist Herzogenrath durch ein IC-Paar, das zwischen Aachen und Berlin verkehrt, wieder an den Fernverkehr angebunden.
Der Bahnhof verfügt über mehrere Bushaltestellen und ein Park-and-Ride-Parkhaus. Vor dem Umbau des Bahnhofsvorplatzes hatte die Strecke auf dem jetzigen Gelände des Parkhauses drei eigene Kopfgleise für den Personenverkehr, die am Empfangsgebäude endeten und früher für den Verkehr Richtung Alsdorf genutzt wurden. Von diesen ist lediglich das Gleis 55 nach dem Umbau erhalten geblieben.
Auf Grund des in unmittelbarer Nähe zum Bahnhof liegenden Glaswerkes von Saint-Gobain Glass Deutschland und dem früher starken Kohleverkehr im Bahnhof gibt es im Bahnhof Herzogenrath noch weitere Gleisanlagen für den Güterverkehr.